# اضطراب نفسي
الاضطراب النفسي هو نمط سيكولوجي أو سلوكي ينتج عن الشعور بالضيق أو العجز الذي يصيب الفرد ولا يعد جزءًا من النمو الطبيعي للمهارات العقلية أو الثقافة. وقد تغيرت أساليب إدراك وفهم حالات الصحة النفسية على مر الأزمان وعبر الثقافات، وما زالت هناك اختلافات في تصنيف الاضطرابات النفسية وتعريفها وتقييمها. ذلك على الرغم من أن المعايير الإرشادية القياسية مقبولة على نطاق واسع.
في الوقت الحالي، تصور الاضطرابات النفسية على أنها اضطرابات في عصبونات الدماغ من المرجح أن تكون ناتجة عن العمليات الارتقائية التي يشكلها التفاعل المعقد بين العوامل الوراثية والتجارب الحياتية. بعبارة أخرى، فإن الجينات المورثة للمرض العقلي أو النفسي يمكن أن تكون هي الجينات المسؤولة عن نمو العقل، والتي من المحتمل أن يكون لها نتائج مختلفة، بناءً على المحيط البيولوجي والبيئي.
وقد ذُكر أن أكثر من ثلث سكان معظم دول العالم تعرضوا للإصابة بأحد الفئات الرئيسية من الأمراض النفسية في مرحلة ما من حياتهم. وكثيرًا ما تفسر أسباب ذلك من خلال نموذج الاستعداد-الضغط والنموذج الحيوي النفسي الاجتماعي. ويمكن أن يتلقى المصابون بأمراض نفسية الرعاية الصحية اللازمة في مستشفيات الأمراض النفسية أو في المجتمع أي خارج المستشفى. ويشخص الأطباء النفسيون أو الإخصائيون النفسيون الإكلينيكيون هذهِ الأمراض النفسية عن طريق الاستعانة بأساليب متعددة، وكثيرًا ما يعتمدون على الملاحظة وطرح الأسئلة في المقابلات مع المرضى. ويقدم العلاج للأمراض النفسية الكثير من إخصائيي الصحة النفسية.
جدير بالذكر أن العلاج النفسي وأدوية الأمراض النفسية خياران رئيسيان لعلاج المريض النفسي، شأنهما شأن العلاج الاجتماعي ودعم الأصدقاء والمساعدة الذاتية. في بعض الحالات، قد يكون هناك احتجاز إجباري للمريض أو علاج إجباري حيثما يسمح القانون. كما تزيد الوصمة الاجتماعية والتمييز ضد المرضى النفسيين من المعاناة الناجمة عن الاضطرابات النفسية، وقد أدت هذه السلبيات إلى الكثير من حملات الحركات الاجتماعية الداعية إلى تغيير هذه المفاهيم.

## التصنيفات
إن تعريف وتصنيف الاضطرابات النفسية مسألة مهمة بالنسبة إلى الصحة النفسية وأيضًا من أجل متلقي خدمات الصحة النفسية ومقدميها. وتستخدم معظم الوثائق الإكلينيكية الدولية مصطلح «اضطراب نفسي». ويوجد حاليًا نظامان مشهوران يقومانبتصنيف الاضطرابات النفسية، أحدهما جزء من التصنيف الدولي للأمراض الذي وضعته منظمة الصحة العالمية (WHO) والآخر الدليل التشخيصي والإحصائي الخامس للاضطرابات النفسية الذي وضعته الجمعية الأمريكية للطب النفسي (APA). ويضع النظامان قائمة بأنواع الاضطرابات ويقدمان معيارًا موحدًا لتشخيصها. وقد عمدا إلى التقريب بين قواعدهما في النسخ الأخيرة، وهذا ما جعل الأدلة متشابهة إلى حد كبير في معظم الأحيان. ذلك على الرغم من أنه ما زالت هناك اختلافات كبيرة بينها. ويمكن استخدام نظم تصنيف أخرى في الثقافات غير الغربية (انظر، على سبيل المثال، التصنيف الصيني للاضطرابات النفسية)، كما يمكن أن يستخدم أصحاب الآراء النظرية البديلة أدلة أخرى، مثل الدليل التشخيصي للأمراض النفسية الديناميكية (PDM). وبصفة عامة، تصنف الاضطرابات النفسية بشكل منفصل إلى اضطرابات عصبية أو صعوبات تعلم أو تخلف عقلي.
وخلافًا لمعظم ما ورد في نظم التصنيف المذكورة سالفًا، فإن بعض طرق التصنيف لا تلجأ لوضع الاضطرابات المختلفة تحت فئات مستقلة أو استخدام تصنيفات ثنائية فاصلة تهدف إلى تمييز السلوك السوي من السلوك الشاذ. هذا ويوجد جدل علمي واسع حول سبل التصنيف المختلفة والمزايا النسبية للنظم التصنيفية في مقابل النظم غير التصنيفية (أو المختلطة)، مع العلم أن النوع الأخير يشتمل على نظام تصنيف طيفي أو تواصلي أو بُعدي.

### أنواع الاضطرابات النفسية
توجد أنواع عديدة من الاضطرابات النفسية وهناك أيضًا جوانب عديدة مختلفة في السلوك البشري والسمات الشخصية التي يمكن أن تصبح مضطربة.
يمكن تصنيف القلق أو الخوف الذي يؤثر على السلوك السوي للفرد على أنه اضطراب القلق. جدير بالذكر أن الأنواع الشائعة والمعروفة من الاضطرابات النفسية تتضمن أنواعًا معينة من الفوبيا واضطراب القلق العام واضطراب القلق الاجتماعي واضطراب الهلع وفوبيا الأماكن الفسيحة المفتوحة واضطراب الوسواس القهري واضطراب ضغط ما بعد الصدمة.
يمكن أن تضطرب أيضًا عمليات نفسية وجدانية أخرى (العاطفة/الحالة المزاجية). وتعرف اضطرابات المزاج التي تنطوي على حزن شديد ومستمر غير معتاد أو سوداوية أو يأس باسم الاكتئاب الشديد أو الاكتئاب الإكلينيكي (نوع أخف، ولكن ما زال يمكن تشخيص الاكتئاب المستمر لفترة طويلة على أنه عسر مزاج). ويتضمن اضطراب المزاج ثنائي القطب (المعروف أيضًا باسم الاكتئاب الهوسي) حالات مزاجية «عالية» أو عصبية (تتميز بضغط الأفكار وسرعة في الكلام) بصورة غير طبيعية. وهذه الحالات تعرف باسم الهوس أو الهوس الخفيف، وهي تتناوب مع المزاج العادي أو المزاج المكتئب. في المؤلفات العلمية، لا يزال هناك جدال بشأن ما إذا كانت ظاهرتا الحالة المزاجية أحادية القطب وثنائية القطب تعدان فئتين منفصلتين من حالات الاضطراب أم تتحدان معًا لتندرجا تحت التصنيف البعدي أو الطيفي للحالات المزاجية.
يمكن أن تضطرب نماذج المعتقدات واستخدام اللغة والإدراك (مثل، الهواجس واضطراب الفكر والهلاوس). وتتضمن الاضطرابات الذهانية في هذا النوع من الاضطرابات الفصام (الشيزوفرينيا) والاضطراب الهذياني. ويعتبر الاضطراب الوجداني الفصامي نوع من أنواع الاضطرابات يطلق على الأشخاص الذين تظهر عليهم أعراض الفصام والاضطرابات الوجدانية. ويطلق مصطلح الشيزوتيبيا (schizotypy) على الأشخاص الذين تظهر عليهم بعض السمات المرتبطة بالفصام، ولكنها لم تصل معهم لحد المعايير المحددة للفصام.
الشخصية - السمات الأساسية للفرد التي تؤثر على أفكاره وسلوكياته في المواقف المختلفة ومع مرور الوقت - يمكن اعتبارها مضطربة إذا وجِد أنها صارمة وسيئة التكيف مع المجتمع بصورة غير طبيعية. تضع النظم التصنيفية أنواعًا متعددة من اضطرابات الشخصية والتي تتضمن الاضطرابات التي يصنف المصابون بها أحيانًا على أنهم غريبو الأطوار (مثل، اضطراب الشخصية الاضطهادية (البارانوية) واضطراب الشخصية الانعزالية واضطراب الشخصية فصامية النوع)، والاضطرابات التي يصنف المصابون بها في بعض الأحيان على أنهم أشخاص دراميون أو عاطفيون (اضطراب الشخصية المعادية للمجتمع أو اضطراب الشخصية الحدية أو اضطراب الشخصية الهستيرية أو اضطراب الشخصية النرجسية) أو الاضطرابات التي يُنظر إليها على أنها ذات صلة بالخوف (اضطراب الشخصية التجنبية أو اضطراب الشخصية الاعتمادية أو اضطراب الشخصية الوسواسية القهرية). إذا بدأ الشعور بعدم القدرة على التكيف مع ظروف الحياة في غضون ثلاثة شهور من وقوع حادث أو موقف معين وانتهاء هذا الشعور في خلال ستة شهور بعد توقف العامل الضاغط أو التخلص منه، فيمكن تصنيف الحالة على أنها اضطراب التكيف. وهناك إجماع في الآراء على أن ما يسمى «اضطرابات الشخصية»، مثل سمات الشخصية بوجه عام، تتضمن في الواقع مزيجًا من السلوكيات المضطربة بشدة والتي تتبدد في وقت قصير والسمات المزاجية الخاصة بسوء التكيف التي تكون أكثر استقرارًا. علاوةً على ذلك، فإن هناك نظم غير تصنيفية تقوم بتقييم جميع الأفراد من خلال مجموعة من الأبعاد المختلفة للشخصية وليس من خلال نماذج محددة الملامح من أنماط الشخصية العادية، على سبيل المثال من خلال نظم التصنيف القائمة على السمات الخمسة الكبرى للشخصية.
تتضمن اضطرابات الأكل اهتمام غير طبيعي من الشخص بالطعام والوزن. ويندرج تحت هذا النوع من الاضطرابات أنواع أخرى عديدة، مثل اضطراب فقدان الشهية العصبي أو اضطراب الشره العصبي أو اضطراب الإفراط في ممارسة التمارين الرياضية أو اضطراب الإفراط في تناول الطعام.
في حين أن اضطرابات النوم، مثل الأرق تتضمن اضطراب في أنماط النوم العادية أو الشعور بالتعب على الرغم من أن النوم يبدو طبيعيًا.
هذا بالإضافة إلى إمكانية تشخيص الاضطرابات الجنسية واضطرابات الهوية الجنسية، والتي تتضمن ألم الجماع واضطراب الهوية الجنسية والشذوذ الجنسي غير المنسجم مع الأنا. إن أنواع الشذوذ الجنسي المختلفة تُعْتَبَرُ اضطرابات نفسية (الشعور بالإثارة الجنسية نحو الأشياء أو الأوضاع أو الأشخاص التي تعتبر شاذة أو ضارة للشخص نفسه أو للآخرين).
إن الأشخاص غير القادرين على نحوِ غير سوي على مقاومة دوافع معينة أو محفزات يمكن أن تكون ضارة لهم أو لغيرهم يمكن تصنيفهم على أنهم يعانون من اضطراب السيطرة على الدوافع، والذي يتضمن أنواعًا متعددة من الاضطرابات الحركية اللاإرادية، مثل متلازمة توريت وأنواع من الاضطرابات، مثل الكلبتومانيا (مرض السرقة) أو اضطراب هوس إشعال الحرائق. هذا بالإضافة إلى أنه توجد أنواع متعددة من الإدمان السلوكي، مثل إدمان القمار، التي يمكن تصنيفها على أنها اضطراب. كما يمكن أن يتضمن اضطراب الوسواس القهري أحيانًا عدم القدرة على مقاومة أفعال معينة، ولكن يُصَنَّف بشكل منفصل على أنه في المقام الأول اضطراب قلق.
عندما يستمر تعاطي العقاقير (بشكل قانوني أو غير قانوني) على الرغم من وجود أضرار بالغة من الاستخدام يمكن تعريفه على أنه اضطراب نفسي ويسمى الاعتياد على المواد المخدرة أو تعاطي المواد المخدرة (فئة أكبر من سوء استخدام العقاقير). لا يستخدم الدليل التشخيصي والإحصائي للأمراض النفسية في الوقت الراهن مصطلح إدمان المخدرات ويتحدث التصنيف الدولي للأمراض ببساطة عن «التعاطي الضار». قد يكون الاستخدام المضطرب للمواد المخدرة راجع لنمط من الاستخدام القهري أو المتكرر للمخدر ينتج عنه تحمل لآثارها وأعراض انسحابها عندما يقل الاستخدام أو يتوقف.
إن الأشخاص الذين يعانون من اضطرابات شديدة في الهوية الذاتية والذاكرة والوعي العام بأنفسهم وبالبيئة المحيطة بهم يمكن تصنيف حالتهم على أنهم يعانون من اضطراب الهوية الانفصالي، مثل اضطراب فقدان الشخصية أو اضطراب الهوية الانفصالي نفسه (الذي أطلق عليه أيضًا اضطراب تعدد الشخصية أو «انفصام الشخصية»). تتضمن اضطرابات الذاكرة أو الاضطرابات المعرفية الأخرى فقدان الذاكرة أو أنواع متعددة من خرف الشيخوخة.
يمكن تشخيص مجموعة من اضطرابات النمو التي تحدث ابتداءً في الطفولة والتي يمكن أن تستمر حتى سن البلوغ. من أمثلة هذه الاضطرابات اضطرابات الطيف التوحدي واضطراب العناد الشارد واضطراب السلوك واضطراب فرط الحركة وتشتت الانتباه (ADHD).
إذا استمر اضطراب السلوك حتى سن البلوغ، فإنه يمكن تشخيصه على أنه اضطراب الشخصية المعادية للمجتمع (اضطراب الشخصية المستهينة بالمجتمع في التصنيف الدولي للأمراض ICD). جدير بالذكر أن التسميات الشائعة، مثل شخص سيكوباتي (أو معادي للمجتمع) لا تظهر في الدليل التشخيصي والإحصائي للأمراض النفسية أو التصنيف الدولي للأمراض، ولكنها مرتبطة إلى حدٍ ما بهذه التشخيصات.
إن الاضطرابات التي يبدو أنها عضوية، ولكنها نفسية المصدر، تُعرف باسم الاضطرابات الجسدية النفسية، والتي تتضمن اضطراب التجسيد واضطراب التحويل. وتوجد أيضًا اضطرابات في إدراك الجسد والتي تشمل اضطراب تشوه صورة الجسد. هذا علاوةَ على أن الوهن العصبي هو تشخيص قديم يتضمن شكاوى جسدية بالإضافة إلى التعب وانخفاض المعنويات/الاكتئاب، وهو اضطراب معترف به رسميًا في الإصدار العاشر من التصنيف الدولي للأمراض (ICD-10)، ولكنه لم يعد كذلك في الدليل التشخيصي والإحصائي الرابع للأمراض النفسية.
تشخص اضطرابات استحداث أعراض جسدية أو التمارض، مثل متلازمة مانشهاوزن عندما يُعتقد أن الأعراض مصطنعة (يقوم بها الشخص عن عمد) و/أو يتم التظاهر بها (تلفيقها) لتحقيق مكاسب شخصية.
هناك محاولات لتقديم فئة من الاضطرابات العلائقية حيث يركز التشخيص على العلاقة نفسها وليس على أي فرد في هذه العلاقة. وقد تكون هذه العلاقة قائمة بين الأطفال وآبائهم أو بين الأزواج أو غيرها من العلاقات. هذا وهناك تشخيص موجود بالفعل - يندرج تحت فئة الذهان - لداء الاضطراب الذهاني المشترك حيث يشترك شخصان أو أكثر في هاجس معين بسبب علاقتهم الحميمة مع بعضهم البعض.
من ناحية أخرى، يقترح بين الحين والآخر أنواع جديدة ومتعددة من تشخيصات الاضطرابات النفسية. ومن بين تلك الاضطرابات المثيرة للجدل من قبِل اللجان الرسمية للأدلة التشخيصية اضطراب الشخصية الانهزامية واضطراب الشخصية السادية واضطراب الشخصية السلبية العدوانية واضطراب ما قبل الطمث الاكتئابي.
كذلك، ظهر مؤخرًا اقتراحان منفصلان وفريدان من نوعهما يمكن ضمهما إلى أنواع الاضطرابات؛ وهما سولاستالجيا وهو الشعور بضيق نفسي بسبب حدوث تغيرات بيئية والذي قدمته «جلين ألبريشت» ومتلازمة الغطرسة التي قدمها «دافيد أوين». وقد تعرض تطبيق مفهوم المرض النفسي على الظاهرة التي وصفها هذان الكاتبان للنقد من قبِل «سيموس ماك سويبني».

## الوقاية من الاضطراب
يحتاج المحترفون إلى القيام بدور قيادي هنا، حتى لو لم يجدوا ما يلزم الموارد المالية داخل القطاع الصحي لتنفيذ البرامج. التعاون بين الصحة النفسية والصحة العامة والقطاعات الأخرى معقدة ولكنها ضرورية لصنع الوقاية برامج حقيقة واقعة. نقطة انطلاق جيدة لهذا التعاون هي تقطير الأدلة من أجل الفعالية في الرسائل الرئيسية التي تكون دقيقة علمياً ولكن لا يزال من السهل فهمها وعملي بما فيه الكفاية للعمل عليها، الحد من حدوث الاضطرابات النفسية للسكان في جميع أنحاء العالم لا يمكن تحقيقه إلا من خلال تعاون ناجح بين الشركاء المتعددين المشاركين في البحث والسياسة والممارسة، بما في ذلك قادة المجتمع والمستهلكين.

### الموارد والبنية التحتية
لتنفيذ الخطوات والشروط اللازمة للوقاية من الاضطرابات العقلية، لا بد من تطوير موارد وهياكل أساسية كافية على المستوى المحلي والوطني والدولي الاستفادة الفعالة من الفرص المتاحة:
- تطوير بنية تحتية مزودة بالموارد تعزز البرامج والسياسات المستدامة.
- تنظيم وتنسيق العمل في كل بلد.
- تطوير تعاون مستدام وفعال بين الحكومة الدولية والمنظمات غير الحكومية.

## الأسباب
يمكن أن تنشأ الاضطرابات النفسية عن مجموعة من المصادر. وفي العديد من الحالات، لا يوجد سبب واحد راسخ ومقبول تم إثبات صحته في الوقت الحالي. وهناك اعتقاد شائع حتى يومنا هذا عن أن الاضطرابات تنتج عن نقاط ضعف وراثية تكشفها عوامل الضغط البيئية. (انظر نموذج الاستعداد-الضغط). ومع ذلك، فإنه يتضح كثيرًا من تحليل إحصائي بسيط لمجموعة اضطرابات الصحة النفسية في الثقافات الغربية على الأقل أن هناك علاقة قوية بين الأشكال المتنوعة للاضطراب النفسي الحاد والمعقد في سن البلوغ وتعرض الأطفال لاعتداء أو إساءة معاملة (جسدية أو جنسية أو انفعالية) أو الإهمال خلال سنوات النمو. ويلعب الاعتداء الجنسي على الأطفال وحده دورًا مهمًا في أسباب حدوث نسبة كبيرة من جميع أنواع الاضطرابات النفسية لدى الإناث البالغات، وأبرز الأمثلة على ذلك هي اضطرابات الأكل واضطراب الشخصية الحدية.
يمكن الاستعانة بمزيج من النماذج الانتقائية أو التعددية لتوضيح اضطرابات محددة، ويقال إن النموذج الأساسي لطب الأمراض النفسية الغربي المعاصر هو النموذج الحيوي النفسي الاجتماعي (BPS)؛ حيث يقوم بدمج العوامل الحيوية والنفسية والاجتماعية، على الرغم من أن هذا لا يطبق دائمًا في الواقع العملي. اتجه الطب النفسي الحيوي إلى اتباع نموذج الطب الحيوي مع التركيز على علم الأمراض «العضوية» للمخ. وقد استمرت نظريات التحليل النفسي في التطور إلى جانب المداخل المعرفية السلوكية وأساليب العلاج الأسري المجموعي، وقد كانت رائجة ولكنها أصبحت أقل شيوعًا الآن. ويمكن استخدام علم النفس التطوري كنظرية تفسيرية شاملة، في حين أن نظرية التعلق هي نوع آخر من مناهج علم النفس التطوري التي تُطَبَّق في بعض الأحيان في سياق الاضطرابات النفسية. وأحيانًا يُمَيَّز بين «النموذج الطبي» أو «النموذج الاجتماعي» للاضطراب والعجز.
وقد أشارت الدراسات إلى أن الجينات كثيرًا ما تلعب دورًا مهمًا في الإصابة بالاضطرابات النفسية، ذلك على الرغم من صعوبة إثبات وجود ارتباط بين جينات معينة وفئات بعينها من الاضطرابات. ويذكر كذلك أن للأحداث البيئية المحيطة بفترة الحمل والولادة لها دخل أيضًا في الإصابة بالاضطرابات النفسية. ويمكن أن تزيد إصابات الدماغ الرضية من خطر الإصابة باضطرابات نفسية محددة. وقد اُكْتُشِف أن هناك ارتباطًا غير مؤكد بين الاضطرابات النفسية وأنواع معينة من العدوى الفيروسية وإساءة استخدام العقاقير والصحة البدنية العامة.
هذا علاوةً على أن الخلل الوظيفي لمجموعة النواقل العصبية، والتي تتضمن السيروتونين والنوريبينفرين والدوبامين والجلوتامات يؤدي إلى الإصابة باضطرابات نفسية. كما اُكْتُشِفَت اختلافات في حجم أو نشاط مناطق معينة في المخ في بعض الحالات، والتي يعزى إليها الإصابة بالاضطرابات النفسية. كما تتضمن أسباب الإصابة بالاضطرابات النفسية أيضًا الآليات النفسية، مثل العمليات المعرفية (أي الاستدلال) والعمليات الانفعالية والشخصية والمزاج وأسلوب التعامل مع الضغوط النفسية.
وقد تم اكتشاف أن المؤثرات الاجتماعية تلعب هي الأخرى دورًا مهمًا في الإصابة بالاضطرابات النفسية، ومن هذه المؤثرات إساءة المعاملة والاضطهاد والتجارب الحياتية السلبية أو الحياة الشاقة المليئة بالضغوط. ومع ذلك، فإن المخاطر المحددة والمسارات التي تؤدي إلى الإصابة باضطرابات ليست واضحة بالشكل الكافي. كما تضمنت أسباب الإصابة بالاضطرابات النفسية عوامل موجودة في المجتمع بشكلِ عام، مثل مشاكل التوظيف والظلم الاجتماعي والاقتصادي والافتقار إلى الترابط الاجتماعي ومشاكل مرتبطة بموضوع الهجرة وسمات مجتمعات وثقافات معينة.

## تشخيص الاضطرابات النفسية
يسعى العديد من إخصائي الصحة النفسية، وخاصةً الأطباء النفسيين، إلى تشخيص حالات الأفراد من خلال التحقق من حالة الاضطراب النفسي التي يعانون منها. ويمكن أن يتجنب بعض الإخصائيين، مثلاً بعض مختصي علم النفس الإكلينيكي، تشخيص الحالة لصالح أساليب تقييم أخرى، مثل تكوين فكرة عن الصعوبات التي يواجهها المريض أو الظروف المحيطة به. وفي الواقع، تُقَيَّم غالبية مشاكل الصحة النفسية وعلاجها من قبِل أطباء الأسرَة خلال الاستشارات والذين يمكن أن يحيلوا المرضى إلى طبيب مختص من أجل تشخيص الحالات الحرجة أو المزمنة بشكل أدق. وتتضمن الممارسة التشخيصية الروتينية في خدمات الصحة النفسية بشكل أساسي إجراء مقابلة شخصية (التي يمكن الإشارة إليها على أنها فحص الحالة النفسية للمريض)؛ حيث يُحْكَم على حالة المريض بناءً على هيئته وسلوكه والأعراض التي يذكرها في التقرير الذاتي وتاريخه المرضي فيما يتعلق بالصحة النفسية وظروف الحياة الراهنة. ويمكن أخذ آراء الأقارب أو أطراف أخرى في الاعتبار عند تشخيص الحالة.  كما يمكن إجراء فحص جسدي للتأكد مما إذا كان الشخص يعاني من اعتلال صحي أو آثار جانبية لأدوية أو عقاقير أخرى. في بعض الأحيان، يُجْرَى الاختبار النفسي باستخدام الورقة والقلم أو في صورة استبيانات محفوظة على جهاز كمبيوتر والتي يمكن أن تتضمن خوارزميات تعتمد على وضع علامة أمام معايير التشخيص القياسية. وفي حالات متخصصة نادرة، يمكن طلب إجراء اختبارات التصوير العصبي، ولكن هذه الطرق أكثر شيوعًا في الدراسات البحثية عن الممارسات الإكلينيكية الروتينية. وكثيرًا ما يقيد الوقت والميزانية الأطباء النفسيين الممارسين من إجراء المزيد من التقييمات التشخيصية الشاملة. وقد وجد أن معظم الإخصائيين الإكلينيكيين يقومون بتقييم المرضى من خلال مناهج غير محددة البنية ومفتوحة النهاية، بالإضافة إلى عدم تدريبهم بشكل كاف على طرق التقييم القائم على البرهان وأن التشخيص غير الدقيق يمكن أن يكون شائعًا في الممارسة الروتينية. إن الأمراض النفسية التي تتضمن الهلاوس أو الأوهام (وخاصةً الفصام) عرضة لأن يحدث خطأ في تشخيصها في الدول النامية بسبب وجود أعراض ذهانية يرجع سببها إلى سوء التغذية. جدير بالذكر أن حدوث ما يعرف باسم التزامن المرضي أمر شائع جدًا في تشخيصات الأمراض النفسية، بمعنى أن تُشَخَّص حالة الشخص نفسه بأنها تندرج تحت أكثر من نوع من أنواع الاضطرابات.

## إدارة الاضطرابات النفسية
يُقَدَّم العلاج والمساعدة للاضطرابات النفسية في مستشفيات الأمراض النفسية أو العيادات أو أية جهة من الجهات المتعددة التي تقدم خدمات الصحة النفسية المجتمعية. في كثير من دول العالم تعتمد الخدمات الصحية بشكل متزايد على نموذج الإنعاش والتحسين الذي يقصد منه دعم استقلالية كل فرد وحرية الاختيار والمضي في رحلة شخصية للحصول على حياة ذات معنى، ذلك على الرغم من إمكانية علاج المرضى ضد إرادتهم في حالات قليلة. وهناك مجموعة متنوعة من طرق العلاج، ولكن يعتمد تحديد الطريقة المثلى للعلاج على نوع الاضطراب وعلى الشخص المريض. وقد اُكْتُشِف أن هناك أشياءً عديدة تساعد على الأقل بعض الأشخاص في الشفاء، كما يمكن أن يلعب أثر الدواء الوهمي دورًا مهمًا في أي تدخل طبي أو علاجي.

### العلاج النفسي
يعتبر العلاج النفسي خيارًا رئيسيًا لعلاج العديد من الاضطرابات النفسية. وهناك أنواع رئيسية عديدة من العلاج النفسي. وكثيرًا ما يستخدم العلاج السلوكي المعرفي لعلاج الاضطرابات النفسية، وهو يعتمد على تعديل أنماط التفكير والسلوك المرتبطة باضطراب معين. وقد كان التحليل النفسي، الذي يستهدف الصراعات وأساليب الدفاع النفسي الأساسية، مدرسة سائدة في العلاج النفسي وما زال قيد الاستخدام. هذا بالإضافة إلى استخدام العلاج المجموعي أو العلاج الأسري في بعض الأحيان وهما يتعاملان مع شبكة من الأشخاص الآخرين المؤثرين، وكذلك الفرد. وتعتمد بعض طرق العلاج النفسي على المنهج الإنساني. وهناك عدد من طرق العلاج المستخدمة في علاج اضطرابات نفسية معينة والتي يمكن أن تكون فروعًا أو مزيجًا من أنواع الاضطرابات السالف ذكرها. وكثيرًا ما يستخدم إخصائيو الصحة النفسية المنهج الانتقائي أو التكاملي في العلاج. ويمكن أن يعتمد الكثيرون على العلاقة العلاجية بين المعالج والمريض، وقد تكون هناك مشاكل مع الثقة والسرية والمشاركة.

### الأدوية
تعد أدوية الأمراض النفسية خيارًا رئيسيًا لعلاج العديد من الاضطرابات النفسية، وهناك مجموعات رئيسية متعددة منها. تستخدم الأدوية المضادة للاكتئاب في علاج الاكتئاب الإكلينيكي، كما أنها كثيرًا ما تستخدم في علاج اضطرابات القلق وغيرها من الاضطرابات. كما تستخدم مضادات القلق لعلاج اضطرابات القلق وما يصاحبها من مشاكل، مثل الأرق. وتستخدم مثبتات المزاج أساسًا في علاج الاضطراب ثنائي القطب. هذا علاوةً على أن مضادات الذهان تستخدم أساسًا لعلاج الاضطرابات الذهانية، وخصوصًا من أجل الأعراض الجانبية لمرض الفصام. كذلك، يشيع استخدام المنبهات العصبية، وخاصةً من أجل علاج اضطراب فرط الحركة وتشتت الانتباه.
وعلى الرغم من الأسماء التقليدية المختلفة لمجموعات الأدوية، فقد يكون هناك تداخل كبير في أنواع الاضطرابات التي من المفترض أنها تعالجها، كما يمكن أن يكون هناك ممارسة خارج نطاق الملصق للأدوية، بمعنى أن يتم استخدامها لعلاج أمراض غير المشار إليها في ملصقها. ويمكن أن تكون هناك مشاكل مع الآثار السلبية للأدوية والالتزام بتناولها، وهناك أيضًا انتقادات موجهة لأسلوب التسويق الدوائي وتضارب المصالح بين الإخصائيين النفسيين.

### طرق علاج أخرى
يستخدم العلاج بالصدمات الكهربائية في بعض الأحيان في علاج الحالات الحرجة عندما تفشل الأساليب الأخرى لعلاج الاكتئاب الشديد مستعصي العلاج. ويعتبر العلاج الجراحي النفسي أسلوب علاج تجريبي، ولكن يؤيده بعض أطباء الأعصاب في حالات نادرة محددة.
يمكن الاستعانة بأسلوب الإرشاد النفسي (إخصائي) والإرشاد المشترك (بين الأصدقاء) في علاج الاضطرابات النفسية. ويمكن أن تقدم برامج التثقيف النفسي معلومات مفيدة للناس تساعدهم في فهم وإدارة مشاكلهم. هذا بالإضافة إلى أنه في بعض الأحيان تستخدم أساليب العلاج الإبداعية، مثل العلاج بالموسيقى أو العلاج بالفن أو العلاج بالدراما. وكثيرًا ما يستخدم تغيير نمط الحياة بالإضافة إلى التدابير الداعمة في العلاج، والتي تتضمن دعم الأصدقاء أو مجموعات المساعدة الذاتية من أجل الصحة النفسية أو الإسكان المدعوم أو التوظيف المدعوم (بما في ذلك الشركات الاجتماعية). ويؤيد بعض الإخصائيين تعاطي ذوي الاضطرابات النفسية مكملات غذائية.

## المردود العلاجي المتوقع
يعتمد المردود العلاجي المتوقع على نوع الاضطراب وعلى الفرد وعوامل متعددة أخرى مرتبطة بالاضطراب. جدير بالذكر أن بعض الاضطرابات النفسية مؤقتة، بينما يمكن أن تستمر أنواع أخرى مدى الحياة. ويمكن أن تكون الآثار الوظيفية لبعض الاضطرابات محدودة للغاية، بينما يمكن أن تتضمن اضطرابات أخرى عجز كبير واحتياجات للدعم والمساندة. ويمكن أن تتفاوت درجة القدرة أو العجز في مجالات الحياة المختلفة. وقد تم ربط العجز المستمر بإيداع المرضى في مصحات الأمراض النفسية والعصبية والتمييز والاستبعاد الاجتماعي، وكذلك بالخصائص المتأصلة للاضطرابات.
حتى تلك الاضطرابات التي كثيرًا ما يتم اعتبارها الأكثر خطورة وصعوبة في الشفاء لها برامج علاجية مختلفة. فقد وجدت دراسات عالمية وطويلة المدى عن الفصام أن أكثر من نصف المرضى يتم شفاؤهم من أعراض المرض، وأن ما يتراوح بين 1/5 إلى 1/3 المرضى يتم شفاؤهم من الأعراض مع زوال تأثير المرض على وظائف الجسم، على أن البعض لا يحتاج إلى أدوية على الإطلاق. وفي الوقت نفسه، يعاني الكثيرون من صعوبات خطيرة والاحتياج إلى الدعم والمساندة لسنوات عديدة، ذلك على الرغم من أن الشفاء «المتأخر» ما زال ممكنًا. وقد أشارت منظمة الصحة العالمية إلى أن نتائج الدراسات طويلة المدى كانت تهدف مع دراسات أخرى إلى «تغيير اعتقاد المرضى ومقدمي الرعاية الصحية والإخصائيين الإكلينيكيين عن أن الاضطراب النفسي مرض مزمن لا يتم الشفاء منه - وهو ذلك الاعتقاد الذي سيطر على أسلوب التفكير خلال معظم القرن العشرين.» جدير بالذكر أن ما يقرب من نصف المرضى الذين تم تشخيص حالتهم في البداية على أنها اضطراب ثنائي القطب يتم شفاؤهم من الأعراض (لم تعد تنطبق عليهم معايير التشخيص) في خلال ستة أسابيع، ويحقق جميع المرضى تقريبًا الشفاء من الأعراض في غضون عامين، على أن نصفهم تقريبًا يتمكن من استعادة وضعه المهني والاجتماعي الذي كان عليه قبل الإصابة بالمرض. ومع ذلك، فإن حوالي نصف المرضى تنتكس حالتهم ليدخلوا بذلك في مرحلة جديدة من الهوس أو الاكتئاب الشديد خلال العامين المقبلين. وقد وُجد أن الأداء الوظيفي للمريض يختلف من وقت إلى آخر؛ حيث يكون سيئًا خلال فترات المعاناة من الاكتئاب الشديد أو الهوس، ولكنه يتفاوت بين مقبول وجيد في الأوقات الأخرى، ومحتمل أن يصبح ممتازًا خلال فترات المعاناة من الهوس الخفيف في الاضطراب ثنائي القطب (النوع 2).
ترتبط بعض أنواع الاضطرابات النفسية، في المتوسط، بزيادة معدلات محاولات الانتحار الفاشلة و/أو الناجحة أو إيذاء النفس.
وعلى الرغم من أنه كثيرًا ما يتم نعت الاضطرابات النفسية بمسميات سلبية للغاية، فإن بعض الحالات النفسية التي تُوصف على أنها اضطرابات يمكن أن تتضمن أيضًا قدرات إبداعية فوق المستوى المتوسط أو عدم المسايرة (وعامل يمنح صاحبه عند توفره الأصالة والتفرد) أو الكدح من أجل تحقيق الهدف أو الدقة المتناهية أو المشاركة الوجدانية. وبالإضافة إلى ذلك، فإنه يمكن تغيير مفهوم عامة الناس عن مستوى العجز المرتبط بالاضطرابات النفسية.

## معدلات انتشار الاضطرابات النفسية
تنتشر الإصابة بالاضطرابات النفسية في كل مكان على وجه الأرض. فعلى مستوى العالم، يعاني أكثر من شخص من بين كل ثلاثة أشخاص في معظم الدول من أحد أنواع الاضطرابات النفسية على الأقل في مرحلة ما من حياتهم. وفي الولايات المتحدة الأمريكية، يذكر أن %46 من الأمريكيين لديهم الاستعداد للإصابة بمرض نفسي في مرحلة ما. وفي مسح علمي جاري القيام به، أشير إلى أن اضطرابات القلق هي أكثر أنواع الاضطرابات شيوعًا في جميع دول العالم ما عدا دولة واحدة، يليها اضطرابات المزاج وهي شائعة في جميع الدول ما عدا دولتان، في حين أن اضطرابات استخدام المواد واضطرابات السيطرة على الدوافع كانت الأقل انتشارًا على الدوام. وقد تباينت معدلات الانتشار حسب المنطقة. وعلى الرغم من ذلك، هناك اعتقاد سائد بأن مثل هذه الإحصائيات لا تعبر عن معدلات الانتشار الحقيقية، وذلك بسبب سوء التشخيص (وخاصةً في الدول التي لا يسهل فيها الحصول على خدمات الصحة النفسية) وانخفاض معدلات التبليغ عن الحالات، كما يرجع السبب جزئيًا إلى الاستخدام السائد لبيانات التقرير الذاتي بدلاً من أدوات القياس النفسي شبه المقننة.
وقد كشفت مراجعة لمسوح علمية عن اضطراب القلق في دول مختلفة أن هذا النوع من الاضطراب ينتشر بنسبة 16.6% على مدى الحياة، مع العلم أن معدلات الانتشار أعلى في المتوسط لدى النساء عن الرجال. كما كشفت مراجعة لمسوح علمية عن اضطراب المزاج في دول مختلفة أن معدل انتشار المرض هو 6.7% على مدى الحياة بالنسبة لاضطراب الاكتئاب الشديد (بل وبنسبة أعلى في بعض الدراسات ولدى النساء) و0.8% للاضطراب ثنائي القطب (النوع 1).
في الولايات المتحدة الأمريكية، فإن معدلات تكرار الاضطرابات هي كالتالي: اضطراب القلق (28.8%) أو اضطراب المزاج (20.8%) أو اضطراب السيطرة على الدوافع (24.8%) أو اضطراب استخدام المواد (14.6%).
كشفت دراسة مفصلة في أوروبا أجريت عام 2004 أن حوالي شخص من كل أربعة أشخاص تنطبق عليه أحد معايير الاضطرابات الموجودة في الدليل التشخيصي والإحصائي الرابع للاضطرابات النفسية في مرحلة ما من حياته، وقد تضمنت هذه الدراسة اضطرابات المزاج (13.9%) أو اضطرابات القلق (13.6%) أو اضطراب الكحول (5.2%). وقد انطبق معيار تشخيصي واحد على شخص من كل عشرة أشخاص تقريبًا في غضون 12 شهرًا. وقد ظهرت المزيد من حالات الاضطراب في النساء والشباب من كلا الجنسين. كما كشفت مراجعة أجريت عام 2005 لمجموعة من المسوح العلمية في 16 دولة أوروبية أن 27% من البالغين في هذه الدول يعانون من أحد أنواع الاضطراب النفسي على الأقل خلال فترة لا تتجاوز 12 شهرًا.
وفي مراجعة دولية لمجموعة من الدراسات العلمية عن انتشار مرض الفصام على مدى الحياة، وجد أن متوسط معدل انتشار هذا المرض هو 0.4%، وقد كانت هذه المعدلات منخفضة دائمًا في الدول الأكثر فقرًا.
جدير بالذكر أن الدراسات التي تناولت اضطرابات الشخصية محدودة العدد بل وأجريت على نطاق صغير، ولكن كشف مسح علمي نرويجي عن أن معدل انتشار هذا المرض على مدار خمس سنوات وصل تقريبًا إلى شخص من كل 7 أشخاص (13.4%). في حين أن معدلات انتشار اضطرابات معينة تراوحت بين 0.8% و2.8%، وقد اختلفت هذه النسبة باختلاف الدولة والجنس والمستوى التعليمي وعوامل أخرى. وقد جاءت نتيجة مسح علمي أمريكي قام مصادفةً بدراسة اضطراب الشخصية أن معدلات انتشار هذا النوع من الاضطراب في المجتمع الأمريكي هي 14.79%.
وفي دراسة إكلينيكية، تم إجراء تشخيص نفسي لعينة من الأطفال في سن ما قبل المدرسة بلغت حوالي 7%، وقد وجد أن حوالي 10% من الأطفال في عمر عام أو عامين الذين أجروا اختبار النمو يعانون من مشاكل انفعالية/سلوكية خطيرة استنادًا إلى ما جاء في تقارير الوالدين والأطباء.
في حين تتساوى معدلات انتشار الاضطرابات النفسية بين الرجال والنساء على حد سواء، فإن معدلات انتشار الاكتئاب في النساء ضعف معدلاته في الرجال. في كل عام تصاب 73 مليون امرأة بالاكتئاب الشديد، كما أن الانتحار يأتي في المرتبة السابعة كأحد أسباب موت النساء اللاتي تتراوح أعمارهن بين سن 20-59. تتسبب اضطرابات الاكتئاب في حوالي 41.9% من العجز الناتج عن الاضطرابات النفسية العصبية بين النساء، وذلك مقارنةً بنسبة 29.3% بين الرجال.

## تاريخ الاضطرابات النفسية

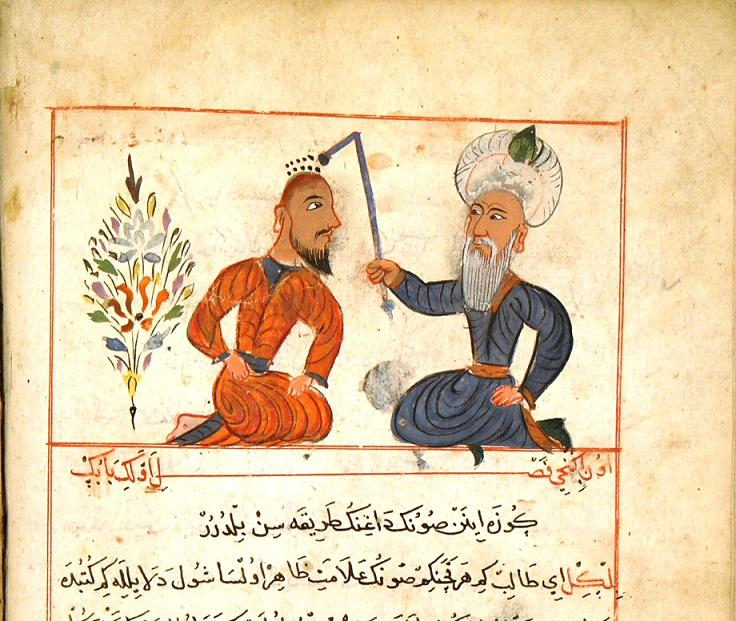
صورة إيضاحية ملونة لطرق العلاج النفسي القديمة

### الحضارات القديمة
وصفت الحضارات القديمة عددًا من الاضطرابات النفسية وعالجتها. فقد صاغ الإغريق مصطلحات لاضطرابات نفسية، مثل السوداوية والهستيريا والفوبيا وأسسوا نظرية الأخلاط. وقد تم وضع النظريات النفسية وطرق العلاج في بلاد فارس (إيران حاليًا) والجزيرة العربية والدولة الإسلامية، وخاصةً في العالم الإسلامي في القرون الوسطى من القرن الثامن؛ حيث تم بناء مستشفيات الأمراض النفسية لأول مرة.

### أوروبا

#### العصور الوسطى
كانت المفاهيم الخاصة بالجنون في العصور الوسطى في أوروبا المسيحية عبارة عن خليط من الاعتبارات القدسية والشيطانية والسحرية والخلطية، بالإضافة إلى اعتبارات أخرى أكثر واقعية. وفي وقت مبكر من العصر الحديث، ربما كان بعض الأشخاص الذين يعانون من اضطرابات نفسية ضحايا للاضطهاد والمضايقة، ولكن كان كثيرًا ما يتم إدخالهم إلى إصلاحيات محلية وسجون أو أحيانًا إلى مستشفيات أمراض نفسية وعصبية خاصة. جدير بالذكر أن العديد من المصطلحات الخاصة بالاضطرابات النفسية التي وجدت طريقها في الاستخدام اليومي أصبحت شائعة لأول مرة في القرن السادس عشر والقرن السابع عشر.

#### القرن الثامن عشر
بحلول نهاية القرن السابع عشر ودخول عصر التنوير، تغيرت نظرة المجتمع إلى الجنون وأصبح يُنظر إليه على أنه ظاهرة فيزيائية عضوية ليس له علاقة بالروح أو المسئولية الأخلاقية. وكثيرًا ما اتسم أسلوب رعاية المرضى في مصحات الأمراض العقلية بالقسوة وكان يتم معاملة المرضى على أنهم حيوانات وحشية، ولكن مع اقتراب نهاية القرن الثامن عشر، ظهرت تدريجيًا حركة العلاج الأخلاقي. وقد يكون من النادر الحصول على توصيفات واضحة لبعض المتلأزمات قبل العقد الأول من القرن التاسع عشر.

#### القرن التاسع عشر
أدت ازدهار حركة التصنيع وزيادة النمو السكاني إلى زيادة هائلة في أعداد وأحجام مصحات الأمراض العقلية في كل الدول الغربية في القرن التاسع عشر. وتم وضع العديد من نظم التصنيف المختلفة والمصطلحات التشخيصية من قبِل جهات مختلفة، كما تم ابتكار مصطلح الطب النفسي، ومع ذلك فإن كبار الأطباء كانوا ما زالوا يعرفون باسم أطباء علاج المجانين.

#### القرن العشرين
شهد مطلع القرن العشرين قدوم التحليل النفسي، الذي سيحتل مكانة كبيرة في وقت لاحق، إلى جانب نظام تصنيف «كريبلين». وكان يشار إلى «نزلاء» مصحات الأمراض العقلية بكثرة باسم «المرضى»، كما أصبح يطلق على المصحات العقلية اسم مستشفيات الأمراض النفسية والعقلية.

### أوروبا والولايات المتحدة الأمريكية
في القرن العشرين، ظهرت في الولايات المتحدة الأمريكية حركة الصحة النفسية وكان هدفها الوقاية من الاضطرابات النفسية. وقد أصبح علم النفس الإكلينيكي والخدمة الاجتماعية مجالات يتخصص فيها أشخاص ويعملون بها. كما شهدت الحرب العالمية الأولى زيادة هائلة في أعداد الحالات التي أصبحت تعرف باسم «صدمة القنابل».
بينما شهدت الحرب العالمية الثانية وضع دليل نفسي من أجل تصنيف الاضطرابات النفسية والذي أدى إلى وضع الدليل التشخيصي والإحصائي الأول للاضطرابات النفسية إلى جانب النظم القائمة لجمع الإحصاءات وبيانات المستشفى. وقد حذا التصنيف الدولي للأمراض حذو الدليل التشخيصي والإحصائي للاضطرابات النفسية، ولكنه اشتمل أيضًا على جزء يتناول الاضطرابات النفسية. ونظرًا لأن مصطلح الإجهاد نشأ عن أبحاث أمراض الغدد الصماء في الثلاثينيات من القرن العشرين، فقد اُستُخدم بكثرة في تشخيص الاضطرابات النفسية.

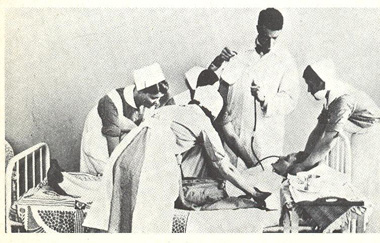
العلاج بصدمة الإنسولين

بدأ استخدام العلاج بالصدمات الكهربائية والعلاج بصدمة الإنسولين والجراحة الفصية ودواء الكلوربرومازين المضاد للذهان بحلول منتصف القرن العشرين. كذلك، بدأت تنشط الحركة المناهضة للعلاج النفسي في الستينيات من القرن العشرين. وحدثت تدريجيًا حركة التحرر من المؤسسات في الغرب مع غلق مستشفيات الأمراض النفسية المعزولة لصالح خدمات الصحة النفسية المجتمعية. واكتسبت حركة مناصري الطب النفسي من المرضى النفسيين السابقين قوة دافعة كبيرة. وبدأ تدريجيًا استخدام أنواع أخرى من الأدوية النفسية، مثل «المقوي النفسي» والليثيوم. وانتشر استخدام أدوية البنزوديازيبينات في فترة السبعينيات كأدوية مضادة للقلق والاكتئاب حتى قلصت مشاكل إدمانها شعبيتها.
أدى التقدم في علم الأعصاب وعلم الوراثة إلى وضع أجندات بحث جديدة. وظهر ما يعرف باسم العلاج السلوكي المعرفي. وتبنى الدليل التشخيصي والإحصائي للأمراض النفسية والتصنيف الدولي للأمراض تصنيفات تعتمد على معايير جديدة، كما شهد عدد التشخيصات «الرسمية» زيادة كبيرة. خلال فترة التسعينيات من القرن العشرين، أصبحت مضادات الاكتئاب المثبطة لاسترجاع السيروتونين الجديدة بعض أكثر الأدوية التي يصفها الأطباء في العالم. علاوةً على أنه خلال فترة التسعينيات تم تطوير نموذج للإنعاش والتحسين.

## المجتمع والثقافة
يمكن ألا تتفق المجتمعات أو الثقافات المختلفة وحتى الأفراد المختلفين في الثقافة ذاتها بشأن تحديد العوامل التي تؤدي إلى الوضع الأمثل من الناحية الباثولوجية والبيولوجية والنفسية. وقد أثبتت الأبحاث أن الثقافات تختلف فيما بينها في الأهمية النسبية التي توليها لبعض المفاهيم، مثلاً، السعادة أو الاستقلال الذاتي أو العلاقات الاجتماعية لتحقيق البهجة والسرور. وبالمثل، فإن حقيقة أن نمط سلوكي معين موضع تقدير أو مقبول أو يتم تشجيعه أو حتى معياري من الناحية الإحصائية في ثقافة معينة لا يعني بالضرورة أنه يفضي إلى الوضع النفسي الأمثل.
إن الأفراد في جميع الثقافات يجدون بعض السلوكيات غريبة أو حتى غير مفهومة. ولكن هذه الرؤية في حد ذاتها غامضة وتعتمد على رؤية كل فرد. ويمكن أن تصبح هذه الاختلافات في تحديد نمط السلوك مثيرة للجدل بدرجة كبيرة.
إن العملية التي يتم من خلالها تحديد الحالات والمشاكل التي سيتم تعريفها وعلاجها كحالات مرضية ومشاكل طبية، ومن ثم تصبح تحت إشراف الأطباء أو إخصائيي الرعاية الصحية الآخرين، تعرف باسم التطبيب.
في الأبحاث العلمية والأكاديمية التي تتناول تعريف أو تصنيف الاضطراب النفسي، هناك فريق يرى أن الأمر برمته مسألة أحكام تقديرية (بما في ذلك تعريف السلوك السوي)، بينما ذهب فريق آخر إلى أنها - أو ربما تكون - مسألة موضوعية وعلمية (والتي تتضمن الإشارة إلى المعايير الإحصائية). توجد آراء متضاربة شائعة حول كون مفهوم الاضطراب النفسي هو مفهوم موضوعي، ولكنه «نموذج غامض» لا يمكن تعريفه بدقة أبدًا، أو بدلاً من ذلك أنه لا بد أن يشتمل على مزيج من الحقائق العلمية والأحكام التقديرية الذاتية.

### المهن والمجالات
ظهر عدد من المهن التي تخصصت في علاج الاضطرابات النفسية، بما في ذلك التخصص الطبي في مجال الطب النفسي (مثل، التمريض النفسي)، وفرع من علم النفس يعرف باسم علم النفس الإكلينيكي والخدمة الاجتماعية، فضلاً عن مستشاري الصحة النفسية ومعالجي المشكلات الزوجية والأسرية والمعالجين النفسيين والمستشارين النفسيين وإخصائيي الصحة العامة. جدير بالذكر أن أصحاب التجربة الشخصية مع استخدام خدمات الصحة النفسية يشاركون بكثرة في إجراء الأبحاث العلمية عن خدمات الصحة النفسية وتقديمها لمن يحتاجون إليها، بالإضافة إلى العمل كإخصائيي صحة نفسية. تعتمد وجهات النظر العلمية والإكلينيكية المختلفة على مجالات متنوعة من البحث والنظرية، ويمكن أن تفضل فروع العلم المختلفة التعامل مع تفسيرات وأهداف ونماذج مختلفة.

### الحركات المناهضة والمؤيدة للطب النفسي
تتكون حركة مناصري الطب النفسي من المرضى النفسيين السابقين من أفراد (ومؤسسات تمثلهم) نزلاء في مراكز خدمات الصحة النفسية أو الذين يعتبرون أنفسهم «ناجين» من مراكز خدمات الصحة النفسية. وتهدف الحركة إلى تحسين خدمات الصحة النفسية وزيادة المشاركة والمساعدة داخل مراكز خدمات الصحة النفسية، وكذلك السياسات والمجتمع بوجه عام. وقد انتشرت منظمات للدفاع عن حقوق المرضى النفسيين مع زيادة فكرة التحرر من المؤسسات في الدول المتقدمة تعمل على مواجهة النماذج النمطية والوصمة الاجتماعية ونبذ المجتمع للمرضى النفسيين. جدير بالذكر أن الحركة المناهضة للطب النفسي تتحدى أساسًا التوجه السائد في الطب النفسي وطرق ممارسته، بما في ذلك التأكيد على أن التشخيص النفسي للأمراض النفسية ليس حقيقيًا وليس مفيدًا.

### الخبرات غير الملموسة
إن الخبرات الدينية أو الروحية أو ما وراء الشخصية والمعتقدات لم يتم تعريفها على أنها خبرات اضطرابية، وخاصةً إذا كانت سمة مشتركة على نطاق واسع، ذلك على الرغم من اشتمالها على العديد من معايير الاضطرابات التوهمية أو الذهانية. وحتى عندما يمكن إثبات أن اعتقاد أو خبرة ما قادرين على التسبب في الشعور بالضيق أو العجز - المعيار المعتاد للحكم على الاضطرابات النفسية - فإن وجود قاعدة ثقافية قوية لهذا الاعتقاد أو الخبرة أو تفسير الخبرة عادةً ما يجعلها غير مؤهلة ليتم اعتبارها دليلاً على الإصابة باضطراب نفسي.

### التحيز الغربي
تعرضت الإرشادات التشخيصية الحالية لانتقادات لأنها ذات طابع أوروبي-أمريكي. وقد تم تطبيق هذه الإرشادات على نطاق واسع، ولكن المعارضين لها يقولون إنه حتى عندما يتم قبول معيار تشخيصي عبر ثقافات مختلفة، فإن هذا لا يعني أن المفاهيم الأساسية لهذا المعيار تتمتع بأية مصداقية داخل تلك الثقافات؛ حتى أن التطبيق الجدي لها يضمن فقط اتساق المعايير وليس صحتها.
في إطار تأييد تطبيق منهج يهتم أكثر بالناحية الثقافية، فإن النقاد، أمثال «كارل بيل» و«مارسيلو مافيجليا» قد أكدو على أن التنوع الثقافي والعرقي بين الأشخاص كثيرًا ما يهمله الباحثون ومقدمو الخدمات النفسية.
أكد الطبيب النفسي «آرثر كلاينمان» وهو طبيب نفسي متخصص في علم النفس عبر الثقافي على أن التحيز الغربي مصور بشكل مثير للسخرية في مقدمة العوامل الثقافية في الدليل التشخيصي والإحصائي الرابع للاضطرابات النفسية كالتالي: إن الاضطرابات أو المفاهيم المستقاة من ثقافات غير غربية أو غير سائدة تم وصفها على أنها «مرتبطة بثقافة معينة»، بينما لم يتم إعطاء التشخيصات النفسية المعيارية أية وجهة ثقافية تُذكر - الأمر الذي أوضح لـ «كلاينمان» افتراضًا ضمنيًا من ذلك؛ وهو أن ظاهرة الثقافة الغربية عالمية. إن وجهة نظر «كلاينمان» السلبية في متلازمة الأمراض النفسية المرتبطة بثقافة معينة يشاركه فيها نقاد آخرون متخصصون في علم النفس عبر الثقافي، وقد تضمنت الإجابات الشائعة كلاً من خيبة الأمل على العدد الكبير من الاضطرابات النفسية غير الغربية الموثقة والتي ما زالت مهملة والإحباط من أنه حتى تلك الاضطرابات التي تم تضمينها والاعتراف بها كثيرًا ما كان يساء تفسيرها أو يتم تحريفها.
تجدر الإشارة إلى أن العديد من الأطباء النفسيين المتخصصين في الطب النفسي السائد غير راضين عن التشخيصات الجديدة الخاصة بارتباط الأمراض النفسية بثقافة معينة، على الرغم من أن موقفهم يرجع إلى أسباب مختلفة. وقد افترض «روبرت سبيتزر» أحد الأطباء النفسيين الرئيسيين الذين وضعوا الدليل التشخيصي والإحصائي الثالث للاضطرابات النفسية أن إضافة تكوينات ثقافية كان محاولة لاسترضاء النقاد المتخصصين في علم النفس الثقافي وأضاف أن هذه التكوينات تفتقر إلى أية دوافع علمية أو دعم. وقد افترض «سبيتزر» أيضًا أنه نادرًا ما يتم استخدام التشخيصات الجديدة الخاصة بالأمراض النفسية المرتبطة بثقافة معينة، وأكد على أن التشخيصات المعيارية للأمراض النفسية تستخدم بغض النظر عن الثقافة ذات الصلة. وبوجه عام، فإن رأي علم النفس السائد ما زال أنه إذا كان التصنيف التشخيصي صحيحًا، فإن العوامل عبر الثقافية إما تكون لا صلة لها بالموضوع أو تكون مهمة فقط عند ظهور أعراض مرضية محددة.

### العلاقات والأخلاق
تتداخل المفاهيم الإكلينيكية للمرض النفسي مع القيم الشخصية والثقافية في مجال الأخلاق بقدر كبير لدرجة أنه في بعض الأحيان يقال إنه من المستحيل الفصل بين الاثنين دون إعادة تعريف ماهية أن تكون شخص بعينه في مجتمع ما. في الطب النفسي الإكلينيكي، يشير الشعور المستمر بالضيق والعجز إلى وجود اضطراب داخلي يستدعي العلاج، ولكن في سياق آخر، يمكن أن يُنظر إلى شعور الضيق والعجز نفسه على أنه مؤشر على وجود صراع عاطفي وحاجة إلى التعامل مع المشاكل الاجتماعية والبنيوية. وقد أدى هذا الانقسام إلى قيام بعض الأكاديميين والإخصائيين الإكلينيكيين بتأييد مفهوم ما بعد الحداثة عن الكرب النفسي والصحة النفسية.
إن مثل هذه المناهج إلى جانب علم النفس عبر الثقافي وعلم النفس «الهرطقي» ركزت على خبرات وهويات قائمة على الجنس والعرق والثقافة البديلة، وقد وقفت في وضع مغاير لموقف مجتمع الطب النفسي السائد الذي يتجنب دائمًا التعامل مع الأخلاق أو الثقافة. وهناك محاولات في العديد من الدول للوقوف في وجه التعصب الواضح ضد جماعات الأقلية، بما في ذلك العنصرية المؤسسية داخل مراكز خدمات الطب النفسي.

### القوانين والسياسات
إن ثلاثة أرباع الدول في جميع أنحاء العالم لديها قوانين وتشريعات تخص الصحة النفسية والعقلية. هذا ويعد إدخال المريض النفسي جبرًا إلى مراكز الصحة النفسية لتلقي العلاج (وهو ما يعرف باسم الاحتجاز الإلزامي أو الاحتجاز الإجباري) موضوعًا مثيرًا للجدل. ذلك حيث يرى البعض أن هذا الاحتجاز الإجباري يمكن أن يعتدي على الحرية الشخصية وحق الفرد في الاختيار، كما ينطوي على احتمالية تعرض المرضر لإساءة معاملة لأسباب سياسية واجتماعية وغيرها. في حين يرى البعض الآخر أنه يمكن أن يساعد في منع أذى الشخص لنفسه أو للآخرين ويساعد بعض الأفراد في بلوغ حقهم في الحصول على الرعاية الصحية عندما يكونون غير قادرين على اتخاذ قرار بأنفسهم.
تتطلب جميع قوانين الصحة النفسية لحماية حقوق الأشخاص المصابين بمرض نفسي توفير دليل على وجود اضطراب نفسي كما هو محدد في المعايير المقبولة دوليًا، ولكن نوع وشدة الاضطراب وهو المهم يمكن أن يتفاوتا في الدوائر القضائية المختلفة. جدير بالذكر أنه يُقال إن أكثر حجتين يستخدمان لتبرير الاحتجاز الإجباري للمرضى النفسيين في مراكز الصحة النفسية هما الاحتمال القوي لوجود خطر حالي أو وشيك على الذات أو الآخرين والحاجة إلى العلاج. وغالبًا ما ترد طلبات الحصول على إذن بإدخال شخص إجباريًا إلى مستشفى أمراض نفسية من الطبيب الممارس المتخصص في الصحة النفسية أو أحد أفراد العائلة أو أحد الأقارب أو ولي الأمر. تنص قوانين حماية حقوق الأشخاص المصابين بمرض نفسي في المعتاد على أن يقوم أطباء ممارسون مستقلون أو أطباء ممارسون معتمدون آخرون في مجال الصحة النفسية بفحص المريض كل على حدة، وأنه ينبغي أن يكون هناك مراجعة دورية ومحددة الوقت للمريض تقوم بها هيئة مراجعة مستقلة. ويجب إثبات أن الشخص المريض فاقد الأهلية ليعطي موافقة أو رفض مستنيرين (بمعنى أن يكون قادرًا على فهم معلومات العلاج وآثاره). في حين أدت التحديات القانونية في بعض الأماكن إلى صدور قرارات من المحكمة العليا بأنه ليس من الضروري أن يوافق الشخص المريض على توصيف الطبيب النفسي للمشاكل التي يعاني منها على أنها «مرض نفسي»، ولا مع أسلوب الطبيب النفسي في العلاج، ولكن مطلوب منه فقط إدراك المشاكل التي يعاني منها وأن يستوعب المعلومات الخاصة بخيارات العلاج.
إن الوكالة (والمعروفة أيضًا باسم اتخاذ القرارات بالإنابة) هي تفويض شخص أو أحد أفراد العائلة أو وصي معين قانونيًا لتحديد سبل العلاج الأفضل له أو ربما كان المريض قادرًا على إعطاء توجيهات مسبقة عن الطريقة التي يرغب أن يتم علاجه بها. يمكن أن تتضمن التشريعات والقوانين حق المريض في اتخاذ قرار مدعوم. لقد امتدت قوانين العلاج الإجباري إلى هؤلاء الأفراد الذين يعيشون في المجتمع، على سبيل المثال، قوانين فرض العلاج على المريض النفسي خارج نطاق مستشفيات الصحة النفسية (والتي تعرف بأسماء مختلفة) وتستخدم في نيوزيلندا وأستراليا والمملكة المتحدة ومعظم الولايات المتحدة الأمريكية.
أعلنت منظمة الصحة العالمية أنه في العديد من الحالات تسلب التشريعات الوطنية للصحة النفسية من الأفراد الذين يعانون من اضطرابات نفسية حقوقهم بدلاً من حمايتها، وكثيرًا ما تكون قوانين وتشريعات بالية. في عام 1991، اعتمدت الأمم المتحدة مبادئ حماية الأشخاص المصابين بمرض عقلي وتحسين العناية بالصحة العقلية وقد رسخت هذه المبادئ الحد الأدنى من معايير حقوق الإنسان الخاصة بالممارسة في مجال الصحة النفسية والعقلية. في عام 2006، وافقت الأمم المتحدة رسميًا على اتفاقية حقوق الأشخاص ذوي الإعاقة من أجل حماية وتعزيز حقوق الأشخاص المعوقين وفرصهم في المجتمع، بما فيهم الأفراد الذين يعانون من إعاقات نفسية واجتماعية.
إن كلمة الجنون، التي تستخدم في بعض الأحيان بطريقة عامية على أنها مرادف للمرض النفسي، كثيرًا ما تستخدم كمصطلح قانوني. ويمكن استخدام مصطلح الدفاع الجنوني في محاكمة قضائية (يعرف باسم الدفاع بالاضطراب النفسي في بعض الدول).

### نظرة المجتمع للمريض النفسي
الوصمة الاجتماعية
إن الوصمة الاجتماعية المرتبطة بالاضطرابات النفسية مشكلة واسعة الانتشار. يعتقد بعض الناس أن هؤلاء الأفراد الذين يعانون من أمراض نفسية أو عقلية خطيرة لا يمكن شفاؤهم أو هم المسئولون عن المشاكل النفسية التي يعانون منها. وقد قال كبير الأطباء بالولايات المتحدة الأمريكية في عام 1999: «إن الوصمة الاجتماعية وما لها من قوة تمنع الناس من الاعتراف لأنفسهم بمشاكل الصحة النفسية التي يعانون منها، ناهيك عن الكشف عنها للآخرين.» وقد تم الإعلان عن أن التمييز الوظيفي يلعب دورًا مهمًا في ارتفاع معدلات البطالة بين هؤلاء الأشخاص الذين تم تشخيص حالتهم بأنهم يعانون من مرض نفسي.
ولذلك، تبذل جهود حثيثة على مستوى العالم للقضاء على الوصمة الاجتماعية للمرض النفسي، ذلك على الرغم من أن الأساليب والنتائج التي تقوم بها هذه الجهات تعرضت للنقد في بعض الأحيان.
كشفت دراسة أجراها الباحثون في جامعة بايلور الأمريكية أن رجال الدين في الولايات المتحدة الأمريكية كثيرًا ما ينكرون أو يرفضون فكرة وجود مرض نفسي. وقد وجدت الدراسة أن أكثر من 32% من أعضاء الكنيسة المسيحية البالغ عددهم 293 عضوًا أخبرهم القس أنهم هم وأحباءهم لا يعانون حقًا من مرض نفسي وأن سبب مشكلتهم روحاني بطبيعته، مثل الخطيئة أو ضعف الإيمان أو تأثير الشيطان. ووجد الباحثون أيضًا أن النساء كانت أكثر عرضة من الرجال للحصول على هذه الإجابة من رجال الدين. جدير بالذكر أن جميع المشاركين في الدراسة كان قد تم تشخيص حالتهم سابقًا من قبِل مقدم خدمات صحة نفسية معتمد على أنهم يعانون من مرض نفسي خطير. ومع ذلك، فإن هناك بحثًا آخر يشير إلى أن الأفراد الذين يعانون من أمراض نفسية كثيرًا ما يحصلون على المساعدة من الأسر الممتدة والزعماء الدينيين المؤازرين الذين يستمعون إليهم بكل حنان واحترام، وهو ما يمكن أن يتعارض مع الممارسة المعتادة المتبعة في تشخيص الأمراض النفسية وعلاجها.
وسائل الإعلام والعامة
تشتمل التغطية الإعلامية للمرض النفسي على مشاهد سلبية في الغالب، على سبيل المثال، صور تدل على عدم الكفاءة أو العنف أو الإجرام، مع تغطية أقل بكثير للقضايا الإيجابية، مثل الإنجازات التي يحققها المرضى النفسيون أو قضايا حقوق الإنسان. إن مثل هذه المشاهد السلبية، حتى في أفلام الرسوم المتحركة للأطفال، يُعتقد أنها تساهم في الوصمة الاجتماعية والمواقف السلبية لدى الجمهور ولدى هؤلاء الأفراد الذين يعانون من مشاكل صحة نفسية، ذلك على الرغم من انتشار العروض السينمائية الجادة أو الأكثر إدراكًا لمشاكل هذه الفئة من المجتمع.
في الولايات المتحدة الأمريكية، منح مركز كارتر عضويات للصحفيين في جنوب إفريقيا والولايات المتحدة الأمريكية ورومانيا لكي يتمكن المراسلون الصحفيون من البحث وكتابة مقالات عن موضوعات الصحة النفسية. وكان هدف السيدة الأولى في أمريكا السابقة روزالين كارتر من منح هذه العضوية ليس فقط تدريب المراسلين الصحفيين على كيفية مناقشة قضايا الصحة النفسية والمرض النفسي بشكل صحيح وبطريقة يراعى فيها مشاعر هؤلاء الأشخاص، وإنما أيضًا لزيادة عدد القصص التي تتناول هذه الموضوعات في وسائل الإعلام. وهناك اليوم العالمي للصحة النفسية الذي يكون ضمن أسبوع التوعية بالمرض النفسي والذي تقيمه الولايات المتحدة الأمريكية وكندا.
وقد ظهر أن عامة الناس لديهم صورة نمطية راسخة عن خطورة الأشخاص الذين يتم وصفهم على أنهم مختلون عقليًا والرغبة في البعد الاجتماعي عنهم. وكشف مسح علمي وطني في الولايات المتحدة الأمريكية عن أن نسبة من كبيرة من الناس تعتقد أن الأفراد الذين تظهر عليهم أعراض الاضطراب النفسي «من المحتمل أن يتصرفوا بعنف تجاه الآخرين»، وهي نسبة أكبر إذا ما قارنها بنسبة الناس الذين يعتبرون مثل هؤلاء الأفراد «مضطربين».
العنف
على الرغم من الرأي العام أو رأي وسائل الإعلام، فإن الدراسات الوطنية أشارت إلى أن المرض النفسي الحاد لا يعني بالضرورة صدور سلوك عنيف في المستقبل من المريض النفسي، كما أنه في المعتاد لا يشكل سببًا رئيسيًا من أسباب العنف في المجتمع. توجد علاقة إحصائية بين المرض النفسي والعوامل المختلفة التي ترتبط بالعنف (عندأي شخص)، مثل تعاطي المواد المخدرة بالإضافة إلى العديد من العوامل الشخصية والاجتماعية والاقتصادية.
في الواقع، تشير نتائج الأبحاث باستمرار إلى أن الأشخاص المصابين بمرض نفسي أو عقلي حاد ويعيشون في المجتمع سيكونون هم الضحايا لأعمال العنف لا مرتكبيها. وفي دراسة عن الأشخاص الذين تم تشخيص حالتهم على أنها «مرض نفسي حاد» ويعيشون في قلب المدن الأمريكية، أشارت النتائج إلى أن ربع هؤلاء كانوا ضحايا لجريمة عنف واحدة على الأقل على مدار عام، وهي نسبة أعلى 11 مرة من متوسط معدل الجرائم التي يتعرض لها الفرد في مراكز المدن وأعلى من كل فئات الجرائم، بما في ذلك الاعتداءات العنيفة والسرقة. ومع ذلك، فإن الأشخاص الذين يعانون من أمراض نفسية أو عقلية يمكن أن يجدوا صعوبة أكبر من غيرهم في ضمان إقامة دعاوى قضائية ضد من اعتدوا عليهم، ويرجع ذلك جزئيًا إلى التحيز ضدهم والنظر إليهم على أنهم أقل مصداقية وجدارة بالثقة.
وعلى الرغم من ذلك، فإن هناك تشخيصات محددة، مثل اضطراب السلوك في الطفولة أو اضطراب الشخصية المعادية للمجتمع عند الراشدين أو الاضطراب النفسي وهي اضطرابات تم تحديدها أو ربطها بالمشاكل السلوكية والعنف. توجد نتائج متضاربة حول مدى ارتباط أعراض معينة لاضطرابات بعينها بزيادة احتمالات حدوث أعمال عنف شديد في المتوسط. ومن أمثلة هذه الاضطرابات بعض أنواع الذهان (الهلاوس أو الأوهام) التي يمكن أن تحدث في صورة اضطرابات، مثل الفصام أو الاضطراب التوهمي أو اضطراب المزاج، وبالرغم من ذلك، فإنه قد وجد باستمرار أن أغلبية العوامل الوسيطة المؤدية لأعمال العنف تكون في الغالب عوامل اجتماعية-ديموغرافية واجتماعية-اقتصادية، مثل أن يكون الشخص صغير السن وذكر وأن تكون الحالة الاجتماعية والاقتصادية للفرد متدنية، وخاصةً، مع تعاطي المواد المخدرة (بما في ذلك إدمان الكحول)، وكلها عوامل يمكن أن يكون بعض الناس أكثر عرضة لها.
جدير بالذكر أن القضايا المهمة والمشهورة أدت إلى الخوف من أن الجرائم الخطيرة، مثل القتل، قد زادت بسبب التحرر من المؤسسات، ولكن الأدلة والبراهين لا تدعم هذا الاستنتاج. إن أعمال العنف التي تقع ولها علاقة بالاضطراب النفسي (ضد المختل عقليًا أو صادرة عن المختل عقليًا) تحدث عادةً في سياق التفاعلات الاجتماعية المعقدة، وكثيرًا ما تكون في محيط الأسرة وليس بين الغرباء. كما أن أعمال العنف تمثل مشكلة أيضًا في أماكن الرعاية الصحية والمجتمع بوجه عام.

## الاضطرابات في الحيوانات
بدأت دراسة علم النفس المرضي على الحيوانات الرئيسية غير البشرية منذ منتصف القرن العشرين. وقد تم توثيق أكثر من 20 نمطًا سلوكيًا لدى قرود الشمبانزي الأسيرة على أنها (إحصائيًا) شاذة، وذلك لتكرارها أو شدتها أو غرابتها - وقد لوحظت بعض هذه الأنماط السلوكية في البرية أيضًا. هذا ويظهر على القردة العليا الأسيرة انحرافات سلوكية فادحة، مثل نمطية الحركات وإيذاء الذات وردود أفعال انفعالية مضطربة (في الغالب خوف أو عدوان) تجاه الرفاق وانعدام التواصل الطبيعي بين الحيوانات من نفس النوع والعجز المكتسب العام. في بعض الحالات، يفترض أن تكون مثل هذه السلوكيات مرادفة لأعراض مرتبطة باضطرابات نفسية في البشر، مثل الاكتئاب واضطرابات القلق واضطرابات الأكل واضطراب ضغط ما بعد الصدمة. هذا بالإضافة إلى اكتشاف أن بعض المفاهيم، مثل اضطرابات الشخصية المعادية للمجتمع والشخصية الحدية والشخصية الانطوائية تنطبق أيضًا على سلالة القردة العليا من غير البشر.
وكثيرًا ما تزيد احتمالات التشخيص (أي التشبه بالإنسان) فيما يخص مثل هذه المقارنات، كما أن عمليات تقييم الحيوانات لا يمكن أن تتضمن أدلة وبراهين من التواصل اللغوي كما يحدث بين البشر. ومع ذلك، فإن الأدلة المتوفرة يمكن أن تتنوع ما بين السلوكيات غير اللفظية - والتي تتضمن الاستجابات الفسيولوجية وتعبيرات الوجه المتماثلة والتعبيرات الصوتية - والدراسات العصبية الكيميائية. ويُذكر أن تصنيف الأمراض النفسية في الإنسان كثيرًا ما يعتمد على الإحصاء الوصفي والحكم على السلوكيات (وخاصةً عندما تغيب اللغة) وأن استخدام التقرير الذاتي اللفظي مشكلة في حد ذاته ولا يمكن الاعتماد عليه.
وقد تم تتبع علم النفس المرضي عمومًا، على الأقل في حالة الأسر، لاكتشاف ظروف التربية غير المواتية، مثل انفصال الأطفال المبكر عن الأمهات والحرمان الحسي المبكر وطول فترات العزلة الاجتماعية. هذا بالإضافة إلى أن الدراسات العلمية أشارت أيضًا إلى وجود فروق فردية في المزاج، مثل الاجتماعية أو الاندفاع. هذا علاوةً على أن الأسباب الخاصة بالمشاكل التي تتعرض لها الحيوانات في الأسر تضمنت الدمج بين الغرباء في مجموعات موجودة وفقدان الحيز الشخصي، وفي هذا السياق فإن بعض السلوكيات المرضية تم اعتبارها أيضًا من آليات التأقلم. وقد تضمنت التدخلات العلاجية برامج مصممة بعناية لإعادة التنشئة الاجتماعية للفرد والعلاج السلوكي والإثراء البيئي، وفي أحيان نادرة، أدوية أمراض نفسية. وقد وُجد أن التنشئة الاجتماعية تنجح بنسبة 90% من الوقت مع قرود الشمبانزي التي تعاني من الاضطرابات، ذلك على الرغم من عدم القدرة على استعادة الأداء الوظيفي الجنسي وتقديم الرعاية.
يحاول الباحثون المعمليون في بعض الأحيان عمل نماذج حيوانية من الاضطرابات النفسية التي تصيب الإنسان، ويكون ذلك من خلال التحريض على ظهور أعراض المرض في الحيوانات أو علاجها، وذلك عن طريق التعديل الجيني أو العصبي أو الكيميائي أو السلوكي، ولكن تم توجيه انتقادات لهذه الطريقة لأسباب تجريبية ورفضها بسبب حقوق الحيوان.

## الملاحظات
1. ↑  Stuart H (يونيو 2003). "Violence and mental illness: an overview". World Psychiatry. ج. 2 ع. 2: 121–124. PMC:1525086. PMID:16946914.
2. ↑  Logdberg، B.؛ Nilsson، L.-L.؛ Levander، M. T.؛ Levander، S. (2004). "Schizophrenia, neighbourhood, and crime". Acta Psychiatrica Scandinavica. ج. 110 ع. 2: 92–7. DOI:10.1111/j.1600-0047.2004.00322.x. PMID:15233709.
3. ↑  Akiskal، Hagop S.؛ Benazzi، Franco (2006). "The DSM-IV and ICD-10 categories of recurrent \major depressive and bipolar II disorders: Evidence that they lie on a dimensional spectrum". Journal of Affective Disorders. ج. 92 ع. 1: 45–54. DOI:10.1016/j.jad.2005.12.035. PMID:16488021.
4. 1 2  Insel, T.R., Wang, P.S. (2010). Rethinking mental illness. JAMA, 303، 1970-1971.
5. ↑  Gazzaniga, M.S., & Heatherton, T.F. (2006). Psychological Science. New York: W.W. Norton & Company, Inc.
6. ↑  WebMD Inc (2005, July 01). Mental Health: Types of Mental Illness. وُصِل لهذا المسار في 19 أبريل 2007 من الموقع الإليكتروني: http://www.webmd.com/mental-health/mental-health-types-illness نسخة محفوظة 2021-03-09 على موقع واي باك مشين.
7. ↑  وزارة الصحة والخدمات الإنسانية الأمريكية. (1999). Overview of Mental Illness. وُصِل لهذا المسار في 19 أبريل 2007 نسخة محفوظة 04 أبريل 2012 على موقع واي باك مشين.
8. ↑  المعهد الوطني للصحة النفسية (2005) Teacher's Guide: Information about Mental Illness and the Brain ملحق تعليمي من سلسلة الملاحق التعليمية الصادرة عن المعاهد الوطنية للصحة (NIH) نسخة محفوظة 11 يناير 2012 على موقع واي باك مشين.
9. ↑  Phillip W. Long M.D. (1995–2008). "Disorders". Internet Mental Health. مؤرشف من الأصل في 2019-01-01. اطلع عليه بتاريخ 2009-10-05.{{استشهاد ويب}}:  صيانة الاستشهاد: تنسيق التاريخ (link)
10. 1 2  "Mental Health: Types of Mental Illness". ويبمد. مؤرشف من الأصل في 2019-05-14. اطلع عليه بتاريخ 2009-09-29.
11. ↑  Akiskal HS, Benazzi F (مايو 2006). "The DSM-IV and ICD-10 categories of recurrent [major] depressive and bipolar II disorders: evidence that they lie on a dimensional spectrum". J Affect Disord. ج. 92 ع. 1: 45–54. DOI:10.1016/j.jad.2005.12.035. PMID:16488021.
12. ↑  Clark LA (2007). "Assessment and diagnosis of personality disorder: perennial issues and an emerging reconceptualization". Annu Rev Psychol. ج. 58: 227–57. DOI:10.1146/annurev.psych.57.102904.190200. PMID:16903806. مؤرشف من الأصل في 2020-05-31.
13. ↑  Morey LC, Hopwood CJ, Gunderson JG؛ وآخرون (يوليو 2007). "Comparison of alternative models for personality disorders". Psychol Med. ج. 37 ع. 7: 983–94. DOI:10.1017/S0033291706009482. PMID:17121690. {{استشهاد بدورية محكمة}}: Explicit use of et al. in: |مؤلف= (مساعدة)صيانة الاستشهاد: أسماء متعددة: قائمة المؤلفين (link)
14. ↑  Gamma A, Angst J, Ajdacic V, Eich D, Rössler W (مارس 2007). "The spectra of neurasthenia and depression: course, stability and transitions". Eur Arch Psychiatry Clin Neurosci. ج. 257 ع. 2: 120–7. DOI:10.1007/s00406-006-0699-6. PMID:17131216.{{استشهاد بدورية محكمة}}:  صيانة الاستشهاد: أسماء متعددة: قائمة المؤلفين (link)
15. ↑  Mac Suibhne, S. (2009). "What makes "a new mental illness"?: The cases of solastalgia and hubris syndrome". Cosmos and History. ج. 5 ع. 2: 210–225.
16. ↑  prevention_of_mental_disorders_sr.pdf
17. ↑  Yolken RH, Torrey EF (01 يناير 1995). "Viruses, schizophrenia, and bipolar disorder". Clin Microbiol Rev. ج. 8 ع. 1: 131–45. PMC:172852. PMID:7704891. مؤرشف من الأصل في 2020-03-12. {{استشهاد بدورية محكمة}}: |archive-date= / |archive-url= timestamp mismatch (مساعدة)
18. ↑  Kinderman P, Lobban F (2000). "Evolving formulations: Sharing complex information with clients". Behavioral and Cognitive Psychotherapy. ج. 28 ع. 3: 307–10. DOI:10.1017/S1352465800003118.
19. ↑  HealthWise (2004) Mental Health Assessment. Yahoo! Health نسخة محفوظة 26 يونيو 2006 على موقع واي باك مشين.
20. ↑  Davies T (مايو 1997). "ABC of mental health. Mental health assessment". BMJ. ج. 314 ع. 7093: 1536–9. PMC:2126757. PMID:9183204. مؤرشف من الأصل في 2010-05-09.
21. ↑  Kashner TM, Rush AJ, Surís A؛ وآخرون (مايو 2003). "Impact of structured clinical interviews on physicians' practices in community mental health settings". Psychiatr Serv. ج. 54 ع. 5: 712–8. DOI:10.1176/appi.ps.54.5.712. PMID:12719503. مؤرشف من الأصل في 2020-03-12. {{استشهاد بدورية محكمة}}: Explicit use of et al. in: |مؤلف= (مساعدة)صيانة الاستشهاد: أسماء متعددة: قائمة المؤلفين (link)
22. ↑  Shear MK, Greeno C, Kang J؛ وآخرون (أبريل 2000). "Diagnosis of nonpsychotic patients in community clinics". Am J Psychiatry. ج. 157 ع. 4: 581–7. DOI:10.1176/appi.ajp.157.4.581. PMID:10739417. مؤرشف من الأصل في 2013-01-17. {{استشهاد بدورية محكمة}}: Explicit use of et al. in: |مؤلف= (مساعدة)صيانة الاستشهاد: أسماء متعددة: قائمة المؤلفين (link)
23. ↑  Mind Disorders Encyclopedia Psychosurgery [وُصِل لهذا المسار في 5 أغسطس 2008] نسخة محفوظة 01 يوليو 2017 على موقع واي باك مشين.
24. ↑  Mashour GA, Walker EE, Martuza RL (يونيو 2005). "Psychosurgery: past, present, and future" (PDF). Brain Res. Brain Res. Rev. ج. 48 ع. 3: 409–19. DOI:10.1016/j.brainresrev.2004.09.002. PMID:15914249. مؤرشف من الأصل (PDF) في 2016-03-04.{{استشهاد بدورية محكمة}}:  صيانة الاستشهاد: أسماء متعددة: قائمة المؤلفين (link)
25. ↑  Lakhan SE, Vieira KF (2008). "Nutritional therapies for mental disorders". Nutr J. ج. 7: 2. DOI:10.1186/1475-2891-7-2. PMC:2248201. PMID:18208598. مؤرشف من الأصل في 2015-10-16.{{استشهاد بدورية محكمة}}:  صيانة الاستشهاد: دوي مجاني غير معلم (link)
26. ↑  Harrison G, Hopper K, Craig T؛ وآخرون (يونيو 2001). "Recovery from psychotic illness: a 15- and 25-year international follow-up study". Br J Psychiatry. ج. 178: 506–17. DOI:10.1192/bjp.178.6.506. PMID:11388966. مؤرشف من الأصل في 2020-03-12. اطلع عليه بتاريخ 2008-07-04. {{استشهاد بدورية محكمة}}: Explicit use of et al. in: |مؤلف= (مساعدة)صيانة الاستشهاد: أسماء متعددة: قائمة المؤلفين (link)
27. ↑  Jobe TH, Harrow M (ديسمبر 2005). "Long-term outcome of patients with schizophrenia: a review" (PDF). Canadian Journal of Psychiatry. ج. 50 ع. 14: 892–900. PMID:16494258. مؤرشف من الأصل (PDF) في 2013-04-04. اطلع عليه بتاريخ 2008-07-05.
28. ↑  Tohen M, Zarate CA, Hennen J؛ وآخرون (ديسمبر 2003). "The McLean-Harvard First-Episode Mania Study: prediction of recovery and first recurrence". Am J Psychiatry. ج. 160 ع. 12: 2099–107. DOI:10.1176/appi.ajp.160.12.2099. PMID:14638578. مؤرشف من الأصل في 2011-06-12. {{استشهاد بدورية محكمة}}: Explicit use of et al. in: |مؤلف= (مساعدة)صيانة الاستشهاد: أسماء متعددة: قائمة المؤلفين (link)
29. ↑  Judd LL, Akiskal HS, Schettler PJ؛ وآخرون (ديسمبر 2005). "Psychosocial disability in the course of bipolar I and II disorders: a prospective, comparative, longitudinal study" (PDF). Arch. Gen. Psychiatry. ج. 62 ع. 12: 1322–30. DOI:10.1001/archpsyc.62.12.1322. PMID:16330720. مؤرشف من الأصل (PDF) في 2012-03-22. {{استشهاد بدورية محكمة}}: Explicit use of et al. in: |مؤلف= (مساعدة)صيانة الاستشهاد: أسماء متعددة: قائمة المؤلفين (link)
30. 1 2 3  Pilgrim, David; Rogers, Anne (2005). A sociology of mental health and illness (ط. 3rd). [Milton Keynes]: Open University Press. ISBN:0-335-21583-1.{{استشهاد بكتاب}}:  صيانة الاستشهاد: أسماء متعددة: قائمة المؤلفين (link)
31. ↑  Ferney, V. (2003) The Hierarchy of Mental Illness: Which diagnosis is the least debilitating? New York City Voices Jan/March نسخة محفوظة 17 أكتوبر 2014 على موقع واي باك مشين. [وصلة مكسورة]
32. ↑  WHO International Consortium in Psychiatric Epidemiology (2000) Cross-national comparisons of the prevalences and correlates of mental disorders Bulletin of the World Health Organization v.78 n.4 نسخة محفوظة 20 فبراير 2007 على موقع واي باك مشين.
33. ↑  Kessler RC, Berglund P, Demler O, Jin R, Merikangas KR, Walters EE (يونيو 2005). "Lifetime prevalence and age-of-onset distributions of DSM-IV disorders in the National Comorbidity Survey Replication". Arch. Gen. Psychiatry. ج. 62 ع. 6: 593–602. DOI:10.1001/archpsyc.62.6.593. PMID:15939837.{{استشهاد بدورية محكمة}}:  صيانة الاستشهاد: أسماء متعددة: قائمة المؤلفين (link)
34. ↑  "The World Mental Health Survey Initiative". مؤرشف من الأصل في 2019-05-10.
35. ↑  Demyttenaere K, Bruffaerts R, Posada-Villa J؛ وآخرون (يونيو 2004). "Prevalence, severity, and unmet need for treatment of mental disorders in the World Health Organization World Mental Health Surveys". JAMA. ج. 291 ع. 21: 2581–90. DOI:10.1001/jama.291.21.2581. PMID:15173149. {{استشهاد بدورية محكمة}}: Explicit use of et al. in: |مؤلف= (مساعدة)صيانة الاستشهاد: أسماء متعددة: قائمة المؤلفين (link)
36. ↑  Somers JM, Goldner EM, Waraich P, Hsu L (فبراير 2006). "Prevalence and incidence studies of anxiety disorders: a systematic review of the literature". Can J Psychiatry. ج. 51 ع. 2: 100–13. PMID:16989109. مؤرشف من الأصل في 2013-04-04.{{استشهاد بدورية محكمة}}:  صيانة الاستشهاد: أسماء متعددة: قائمة المؤلفين (link)
37. ↑  Waraich P, Goldner EM, Somers JM, Hsu L (فبراير 2004). "Prevalence and incidence studies of mood disorders: a systematic review of the literature". Can J Psychiatry. ج. 49 ع. 2: 124–38. PMID:15065747. مؤرشف من الأصل في 2013-04-04.{{استشهاد بدورية محكمة}}:  صيانة الاستشهاد: أسماء متعددة: قائمة المؤلفين (link)
38. ↑  Kessler RC, Berglund P, Demler O, Jin R, Merikangas KR, Walters EE (يونيو 2005). "Lifetime prevalence and age-of-onset distributions of DSM-IV disorders in the National Comorbidity Survey Replication". Arch. Gen. Psychiatry. ج. 62 ع. 6: 593–602. DOI:10.1001/archpsyc.62.6.593. PMID:15939837.{{استشهاد بدورية محكمة}}:  صيانة الاستشهاد: أسماء متعددة: قائمة المؤلفين (link)
39. ↑  Kessler RC, Chiu WT, Demler O, Merikangas KR, Walters EE (يونيو 2005). "Prevalence, severity, and comorbidity of 12-month DSM-IV disorders in the National Comorbidity Survey Replication". Arch. Gen. Psychiatry. ج. 62 ع. 6: 617–27. DOI:10.1001/archpsyc.62.6.617. PMC:2847357. PMID:15939839.{{استشهاد بدورية محكمة}}:  صيانة الاستشهاد: أسماء متعددة: قائمة المؤلفين (link)
40. ↑  المعهد الوطني الأمريكي للصحة النفسية (2006) The Numbers Count: Mental Disorders in America وُصِل لهذا المسار في مايو 2007 نسخة محفوظة 13 سبتمبر 2007 على موقع واي باك مشين. [وصلة مكسورة]
41. ↑  Alonso J, Angermeyer MC, Bernert S؛ وآخرون (2004). "Prevalence of mental disorders in Europe: results from the European Study of the Epidemiology of Mental Disorders (ESEMeD) project". Acta Psychiatr Scand Suppl. ج. 109 ع. 420: 21–7. DOI:10.1111/j.1600-0047.2004.00327.x. PMID:15128384. {{استشهاد بدورية محكمة}}: Explicit use of et al. in: |مؤلف= (مساعدة)صيانة الاستشهاد: أسماء متعددة: قائمة المؤلفين (link)
42. ↑  Wittchen HU, Jacobi F (أغسطس 2005). "Size and burden of mental disorders in Europe—a critical review and appraisal of 27 studies". Eur Neuropsychopharmacol. ج. 15 ع. 4: 357–76. DOI:10.1016/j.euroneuro.2005.04.012. PMID:15961293.
43. ↑  Saha S, Chant D, Welham J, McGrath J (مايو 2005). "A systematic review of the prevalence of schizophrenia". PLoS Med. ج. 2 ع. 5: e141. DOI:10.1371/journal.pmed.0020141. PMC:1140952. PMID:15916472.{{استشهاد بدورية محكمة}}:  صيانة الاستشهاد: أسماء متعددة: قائمة المؤلفين (link) صيانة الاستشهاد: دوي مجاني غير معلم (link)
44. ↑  Torgersen S, Kringlen E, Cramer V (يونيو 2001). "The prevalence of personality disorders in a community sample". Arch. Gen. Psychiatry. ج. 58 ع. 6: 590–6. DOI:10.1001/archpsyc.58.6.590. PMID:11386989. مؤرشف من الأصل في 2020-11-27.{{استشهاد بدورية محكمة}}:  صيانة الاستشهاد: أسماء متعددة: قائمة المؤلفين (link)[وصلة مكسورة]
45. ↑  Grant BF, Hasin DS, Stinson FS؛ وآخرون (يوليو 2004). "Prevalence, correlates, and disability of personality disorders in the United States: results from the national epidemiologic survey on alcohol and related conditions". J Clin Psychiatry. ج. 65 ع. 7: 948–58. DOI:10.4088/JCP.v65n0711. PMID:15291684. مؤرشف من الأصل في 2018-05-12. {{استشهاد بدورية محكمة}}: Explicit use of et al. in: |مؤلف= (مساعدة)صيانة الاستشهاد: أسماء متعددة: قائمة المؤلفين (link)
46. ↑  Carter AS, Briggs-Gowan MJ, Davis NO (يناير 2004). "Assessment of young children's social-emotional development and psychopathology: recent advances and recommendations for practice". J Child Psychol Psychiatry. ج. 45 ع. 1: 109–34. DOI:10.1046/j.0021-9630.2003.00316.x. PMID:14959805. مؤرشف من الأصل في 2020-03-12.{{استشهاد بدورية محكمة}}:  صيانة الاستشهاد: أسماء متعددة: قائمة المؤلفين (link)
47. ↑  NAMI: National Alliance on Mental Illness | NAMI: The National Alliance on Mental Illness نسخة محفوظة 15 مارس 2018 على موقع واي باك مشين.
48. ↑  WHO | Gender and women's mental health نسخة محفوظة 09 مارس 2018 على موقع واي باك مشين.
49. ↑  Heinimaa M (أكتوبر 2002). "Incomprehensibility: the role of the concept in DSM-IV definition of schizophrenic delusions" (PDF). Med Health Care Philos. ج. 5 ع. 3: 291–5. DOI:10.1023/A:1021164602485. PMID:12517037. مؤرشف من الأصل (PDF) في 2020-03-12.
50. ↑  Berrios G E (أبريل 1999). "Classifications in psychiatry: a conceptual history". Aust N Z J Psychiatry. ج. 33 ع. 2: 145–60. DOI:10.1046/j.1440-1614.1999.00555.x. PMID:10336212. مؤرشف من الأصل في 2012-06-04. اطلع عليه بتاريخ 2010-12-13.
51. ↑  Perring, C. (2005) Mental Illness Stanford Encyclopedia of Philosophy نسخة محفوظة 11 يونيو 2018 على موقع واي باك مشين.
52. ↑  Andreasen NC (1 مايو 1997). "What is psychiatry?". Am J Psychiatry. ج. 154 ع. 5: 591–3. PMID:9137110. مؤرشف من الأصل في 2013-01-17.
53. ↑  University of Melbourne. (2005, August 19). What is Psychiatry? وُصِل لهذا المسار في 19 أبريل 2007 من الموقع الإليكتروني: http://www.psychiatry.unimelb.edu.au/info/what_is_psych.html نسخة محفوظة 2010-07-02 على موقع واي باك مشين.
54. ↑  California Psychiatric Association. (2007, February 28). Frequently Asked Questions About Psychiatry & Psychiatrists. وُصِل لهذا المسار في 19 فبراير 2007 من الموقع الإليكتروني: http://www.calpsych.org/publications/cpa/faqs.html نسخة محفوظة 16 أبريل 2007 على موقع واي باك مشين.
55. ↑  الجمعية الأمريكية لعلم النفس، division 12، الموقع الإليكتروني: http://www.apa.org/divisions/div12/aboutcp.html نسخة محفوظة 19 أكتوبر 2015 على موقع واي باك مشين.
56. ↑  Golightley, M. (2004) Social work and Mental Health Learning Matters, UK
57. ↑  Goldstrom ID, Campbell J, Rogers JA؛ وآخرون (يناير 2006). "National estimates for mental health mutual support groups, self-help organizations, and consumer-operated services". Adm Policy Ment Health. ج. 33 ع. 1: 92–103. DOI:10.1007/s10488-005-0019-x. PMID:16240075. مؤرشف من الأصل في 1 يوليو 2020. اطلع عليه بتاريخ أغسطس 2020. {{استشهاد بدورية محكمة}}: تحقق من التاريخ في: |تاريخ الوصول= (مساعدة) وExplicit use of et al. in: |مؤلف= (مساعدة)صيانة الاستشهاد: أسماء متعددة: قائمة المؤلفين (link)
58. ↑  مؤسسة جوزيف راونتري (1998): The experiences of mental health service users as mental health professionals  نسخة محفوظة 06 أكتوبر 2008 على موقع واي باك مشين. [وصلة مكسورة]
59. ↑  Chamberlin J (2005). "User/consumer involvement in mental health service delivery". Epidemiol Psichiatr Soc. ج. 14 ع. 1: 10–4. PMID:15792289.
60. ↑  Terence V. McCann, John Baird, Eileen Clark, Sai Lu (2006) Beliefs about using consumer consultants in inpatient psychiatric units[وصلة مكسورة] مجلة International Journal of Mental Health Nursing 15 (4), 258–265. "نسخة مؤرشفة". مؤرشف من الأصل في 2022-01-02. اطلع عليه بتاريخ 2022-01-12.{{استشهاد ويب}}:  صيانة الاستشهاد: BOT: original URL status unknown (link)
61. ↑  Everett B (1994). "Something is happening: the contemporary consumer and psychiatric survivor movement in historical context". Journal of Mind and Behavior. ج. 15 ع. 1–2: 55–7. مؤرشف من الأصل ([وصلة مكسورة]) في 2013-05-09.
62. ↑  Rissmiller DJ, Rissmiller JH (يونيو 2006). "Evolution of the antipsychiatry movement into mental health consumerism". Psychiatr Serv. ج. 57 ع. 6: 863–6. DOI:10.1176/appi.ps.57.6.863. PMID:16754765.
63. ↑  Oaks D (أغسطس 2006). "The evolution of the consumer movement". Psychiatr Serv. ج. 57 ع. 8: 1212, author reply 1216. DOI:10.1176/appi.ps.57.8.1212. PMID:16870979. مؤرشف من الأصل في 30 سبتمبر 2011. اطلع عليه بتاريخ أكتوبر 2020. {{استشهاد بدورية محكمة}}: تحقق من التاريخ في: |تاريخ الوصول= (مساعدة)
64. ↑  حركة The Antipsychiatry Coalition. (26 نوفمبر 2005). The Antipsychiatry Coalition. وُصِل لهذا المسار في 19 أبريل 2007 من الموقع الإليكتروني: www.antipsychiatry.org
65. ↑  O'Brien AP, Woods M, Palmer C (مارس 2001). "The emancipation of nursing practice: applying anti-psychiatry to the therapeutic community". Aust N Z J Ment Health Nurs. ج. 10 ع. 1: 3–9. DOI:10.1046/j.1440-0979.2001.00183.x. PMID:11421968. مؤرشف من الأصل في 2022-01-02.{{استشهاد بدورية محكمة}}:  صيانة الاستشهاد: أسماء متعددة: قائمة المؤلفين (link)[وصلة مكسورة] [بحاجة لمراجعة المصدر]
66. ↑  Weitz D (2003). "Call me antipsychiatry activist—not "consumer"". Ethical Hum Sci Serv. ج. 5 ع. 1: 71–2. PMID:15279009.
67. ↑  Pierre JM (مايو 2001). "Faith or delusion? At the crossroads of religion and psychosis". J Psychiatr Pract. ج. 7 ع. 3: 163–72. DOI:10.1097/00131746-200105000-00004. PMID:15990520. مؤرشف من الأصل في 2013-01-17.
68. ↑  Johnson CV, Friedman HL (2008). "Enlightened or Delusional? Differentiating Religious, Spiritual, and Transpersonal Experiences from Psychopathology". Journal of Humanistic Psychology. ج. 48 ع. 4: 505–27. DOI:10.1177/0022167808314174. مؤرشف من الأصل في 2009-06-05.
69. 1 2  Widiger TA, Sankis LM (2000). "Adult psychopathology: issues and controversies". Annu Rev Psychol. ج. 51: 377–404. DOI:10.1146/annurev.psych.51.1.377. PMID:10751976.
70. ↑  مقال Psychiatry's Missing Diagnosis: Patients' Diversity Is Often Discounted بقلم Shankar Vedantam في جريدة Washington Post قسم Mind and Culture في 26 يونيو نسخة محفوظة 07 أغسطس 2017 على موقع واي باك مشين.
71. ↑  Kleinman A (1997). "Triumph or pyrrhic victory? The inclusion of culture in DSM-IV". Harv Rev Psychiatry. ج. 4 ع. 6: 343–4. DOI:10.3109/10673229709030563. PMID:9385013.
72. ↑  كتاب Troublesome Disguises: Underdiagnosed Psychiatric Syndromes تأليف Bhugra, D. & Munro, A. عام (1997) من إصدار شركة Blackwell Science
73. ↑  Clark LA (2006). "The role of moral judgment in personality disorder diagnosis". J Pers Disord. ج. 20 ع. 2: 184–5. DOI:10.1521/pedi.2006.20.2.184.
74. ↑  Karasz A (أبريل 2005). "Cultural differences in conceptual models of depression". Social Science in Medicine. ج. 60 ع. 7: 1625–35. DOI:10.1016/j.socscimed.2004.08.011. PMID:15652693.
75. ↑  Tilbury, F., Rapley, M. (2004) 'There are orphans in Africa still looking for my hands': African women refugees and the sources of emotional distress Health Sociology Review. Vol 13, Issue 1, 54–64 نسخة محفوظة 13 يناير 2013 على موقع واي باك مشين.
76. ↑  Bracken P, Thomas P (مارس 2001). "Postpsychiatry: a new direction for mental health". BMJ. ج. 322 ع. 7288: 724–7. DOI:10.1136/bmj.322.7288.724. PMC:1119907. PMID:11264215. مؤرشف من الأصل في 2020-05-31.
77. ↑  Lewis B (2000). "Psychiatry and Postmodern Theory". J Med Humanit. ج. 21 ع. 2: 71–84. DOI:10.1023/A:1009018429802. مؤرشف من الأصل في 1 يوليو 2020. اطلع عليه بتاريخ أغسطس 2020. {{استشهاد بدورية محكمة}}: تحقق من التاريخ في: |تاريخ الوصول= (مساعدة)
78. ↑  Kwate NO (2005). "The heresy of African-centered psychology". J Med Humanit. ج. 26 ع. 4: 215–35. DOI:10.1007/s10912-005-7698-x. PMID:16333686.
79. ↑  Commentary on institutional racism in psychiatry, 2007 نسخة محفوظة 17 يوليو 2011 على موقع واي باك مشين.
80. 1 2 3 4  منظمة الصحة العالمية (2005) WHO Resource Book on Mental Health: Human rights and legislation ISBN 924156282 (PDF نسخة محفوظة 05 نوفمبر 2015 على موقع واي باك مشين. [وصلة مكسورة]
81. ↑  Sklar R (يونيو 2007). "Starson v. Swayze: the Supreme Court speaks out (not all that clearly) on the question of "capacity"". Can J Psychiatry. ج. 52 ع. 6: 390–6. PMID:17696026.
82. ↑  دائرة الخدمات الأسرية والإسكان في مقاطعة مانيتوبا. قانون The Vulnerable Persons Living with a Mental Disability الصادر عام 1996
83. ↑  ENABLE website موقع خاص بالأمم المتحدة يهدف إلى تعزيز حقوق الأشخاص ذوي الإعاقات نسخة محفوظة 20 أغسطس 2017 على موقع واي باك مشين.
84. ↑  CAMH: Toronto Star Opinion Editorial: Ending stigma of mental illness نسخة محفوظة 14 مايو 2012 على موقع واي باك مشين.
85. ↑  Mental Health: A Report of the Surgeon General - Chapter 8 نسخة محفوظة 18 فبراير 2012 على موقع واي باك مشين.
86. ↑  Stuart H (سبتمبر 2006). "Mental illness and employment discrimination". Curr Opin Psychiatry. ج. 19 ع. 5: 522–6. DOI:10.1097/01.yco.0000238482.27270.5d. PMID:16874128. مؤرشف من الأصل في 2017-07-03.
87. ↑  Stop Stigma نسخة محفوظة 17 يناير 2013 على موقع واي باك مشين.
88. ↑  Read J, Haslam N, Sayce L, Davies E (نوفمبر 2006). "Prejudice and schizophrenia: a review of the 'mental illness is an illness like any other' approach". Acta Psychiatr Scand. ج. 114 ع. 5: 303–18. DOI:10.1111/j.1600-0447.2006.00824.x. PMID:17022790.{{استشهاد بدورية محكمة}}:  صيانة الاستشهاد: أسماء متعددة: قائمة المؤلفين (link)
89. ↑  مقال Study Finds Serious Mental Illness Often Dismissed by Local Church موقع Newswise الطبي، وُصِل لهذا المسار في 15 أكتوبر 2008. نسخة محفوظة 22 ديسمبر 2017 على موقع واي باك مشين.
90. ↑  مقال Psychiatric diagnoses are less reliable than star signs الموقع الإليكتروني لجريدة Times Online الصادر في يونيو 2009 نسخة محفوظة 07 أكتوبر 2011 على موقع واي باك مشين.
91. ↑  Coverdate J, Nairn R, Claasen D (2001). "Depictions of mental illness in print media: a prospective national sample". Australian and New Zealand Journal of Psychiatry. ج. 36 ع. 5: 697–700. DOI:10.1046/j.1440-1614.2002.00998.x. PMID:12225457. مؤرشف من الأصل في 2022-01-20.{{استشهاد بدورية محكمة}}:  صيانة الاستشهاد: أسماء متعددة: قائمة المؤلفين (link)[وصلة مكسورة] [بحاجة لمراجعة المصدر]
92. ↑  Edney, RD. (2004) Mass Media and Mental Illness: A Literature Review الهيئة الكندية للأمراض العقلية نسخة محفوظة 12 سبتمبر 2005 على موقع واي باك مشين. [وصلة مكسورة]
93. ↑  Diefenbach DL (1998). "The portrayal of mental illness on prime-time television". Journal of Community Psychology. ج. 25 ع. 3: 289–302. DOI:10.1002/(SICI)1520-6629(199705)25:3<289::AID-JCOP5>3.0.CO;2-R. مؤرشف من الأصل في 2022-03-05.[وصلة مكسورة]
94. ↑  Sieff, E (2003). "Media frames of mental illnesses: The potential impact of negative frames". Journal of Mental Health. ج. 12 ع. 3: 259–69. DOI:10.1080/0963823031000118249. مؤرشف من الأصل ([وصلة مكسورة]) في 2007-10-01.
95. ↑  Wahl, O.F. (2003). "News Media Portrayal of Mental Illness: Implications for Public Policy". American Behavioral Scientist. ج. 46 ع. 12: 1594–600. DOI:10.1177/0002764203254615. مؤرشف من الأصل في 2010-05-08.
96. ↑  The Carter Center (18 يوليو 2008). ""The Carter Center Awards 2008-2009 Rosalynn Carter Fellowships for Mental Health Journalism"". مؤرشف من الأصل في 2009-09-25. اطلع عليه بتاريخ 2008-07-21.
97. ↑  The Carter Center. ""The Rosalynn Carter Fellowships For Mental Health JournalisM"". مؤرشف من الأصل في 2009-04-18. اطلع عليه بتاريخ 2008-07-21.
98. ↑  The Carter Center. ""Rosalynn Carter's Advocacy in Mental Health"". مؤرشف من الأصل في 2009-09-25. اطلع عليه بتاريخ 2008-07-21.
99. ↑  Link BG, Phelan JC, Bresnahan M, Stueve A, Pescosolido BA (سبتمبر 1999). "Public conceptions of mental illness: labels, causes, dangerousness, and social distance". Am J Public Health. ج. 89 ع. 9: 1328–33. DOI:10.2105/AJPH.89.9.1328. PMC:1508784. PMID:10474548. مؤرشف من الأصل في 2020-03-12.{{استشهاد بدورية محكمة}}:  صيانة الاستشهاد: أسماء متعددة: قائمة المؤلفين (link)
100. ↑  Pescosolido BA, Monahan J, Link BG, Stueve A, Kikuzawa S (سبتمبر 1999). "The public's view of the competence, dangerousness, and need for legal coercion of persons with mental health problems". Am J Public Health. ج. 89 ع. 9: 1339–45. DOI:10.2105/AJPH.89.9.1339. PMC:1508769. PMID:10474550. مؤرشف من الأصل في 2020-03-12.{{استشهاد بدورية محكمة}}:  صيانة الاستشهاد: أسماء متعددة: قائمة المؤلفين (link)
101. ↑  Elbogen EB, Johnson SC (فبراير 2009). "The intricate link between violence and mental disorder: results from the National Epidemiologic Survey on Alcohol and Related Conditions". Arch. Gen. Psychiatry. ج. 66 ع. 2: 152–61. DOI:10.1001/archgenpsychiatry.2008.537. PMID:19188537.
102. 1 2  Stuart H (يونيو 2003). "Violence and mental illness: an overview". World Psychiatry. ج. 2 ع. 2: 121–124. PMC:1525086. PMID:16946914.
103. ↑  Brekke JS, Prindle C, Bae SW, Long JD (أكتوبر 2001). "Risks for individuals with schizophrenia who are living in the community". Psychiatr Serv. ج. 52 ع. 10: 1358–66. DOI:10.1176/appi.ps.52.10.1358. PMID:11585953. مؤرشف من الأصل في 2013-01-20.{{استشهاد بدورية محكمة}}:  صيانة الاستشهاد: أسماء متعددة: قائمة المؤلفين (link)
104. ↑  ملخص بحث بعنوان Crime Victimization in Adults With Severe Mental Illness: Comparison With the National Crime Victimization Survey تأليف Linda A. Teplin, PhD; Gary M. McClelland, PhD; Karen M. Abram, PhD; Dana A. Weiner, PhD عام 2005 في مجلة Arch Gen Psychiatry. 62(8):911-921. "نسخة مؤرشفة". مؤرشف من الأصل في 2012-03-22. اطلع عليه بتاريخ 2010-12-13.{{استشهاد ويب}}:  صيانة الاستشهاد: BOT: original URL status unknown (link)
105. ↑  مقال Crime Victims With Developmental Disabilities: A Review Essay بقلم Petersilia, J.R. مجلة Criminal Justice and Behavior المجلد 28 العدد 6 الصفحات 655-693 عام 2001 "نسخة مؤرشفة". مؤرشف من الأصل في 2009-09-18. اطلع عليه بتاريخ 2020-05-07.{{استشهاد ويب}}:  صيانة الاستشهاد: BOT: original URL status unknown (link)
106. ↑  ملخص بحث بعنوان Violence by people discharged from acute psychiatric inpatient facilities and by others in the same neighborhoods. تأليف Steadman HJ, Mulvey EP, Monahan J, Robbins PC, Appelbaum PS, Grisso T, Roth LH, Silver E. عام 1998. مجلة Archives of General Psychiatry. May;55(5):393-401. "نسخة مؤرشفة". مؤرشف من الأصل في 2007-04-26. اطلع عليه بتاريخ 2020-05-07.{{استشهاد ويب}}:  صيانة الاستشهاد: BOT: original URL status unknown (link)
107. 1 2  Fazel S, Gulati G, Linsell L, Geddes JR, Grann M (أغسطس 2009). "Schizophrenia and violence: systematic review and meta-analysis". PLoS Med. ج. 6 ع. 8: e1000120. DOI:10.1371/journal.pmed.1000120. PMC:2718581. PMID:19668362.{{استشهاد بدورية محكمة}}:  صيانة الاستشهاد: أسماء متعددة: قائمة المؤلفين (link) صيانة الاستشهاد: دوي مجاني غير معلم (link)
108. ↑  مقال Homicides by people with mental illness: Myth and reality بقلم Taylor, P.J., Gunn, J. في مجلة British Journal of Psychiatry المجلد 174 الصادر في يناير 1999 الصفحات 9-14 "نسخة مؤرشفة". مؤرشف من الأصل في 2011-06-09. اطلع عليه بتاريخ 2010-12-13.{{استشهاد ويب}}:  صيانة الاستشهاد: BOT: original URL status unknown (link)
109. ↑  مقال Family Violence among Adults with Severe Mental Illness. بقلم Solomon, PL., Cavanaugh, MM., Gelles, RJ. عام 2005 مجلة Trauma, Violence, & Abuse المجلد 6 العدد 1 الصفحات 40-54 "نسخة مؤرشفة". مؤرشف من الأصل في 2010-05-28. اطلع عليه بتاريخ 2010-12-13.{{استشهاد ويب}}:  صيانة الاستشهاد: BOT: original URL status unknown (link)
110. ↑  Chou KR, Lu RB, Chang M (ديسمبر 2001). "Assaultive behavior by psychiatric in-patients and its related factors". J Nurs Res. ج. 9 ع. 5: 139–51. PMID:11779087.{{استشهاد بدورية محكمة}}:  صيانة الاستشهاد: أسماء متعددة: قائمة المؤلفين (link)
111. ↑  مقال Schizophrenia, neighborhood, and crime[وصلة مكسورة]. بقلم B. Lögdberg, L.-L. Nilsson, M. T. Levander, S. Levander عام 2004 مجلة Acta Psychiatrica Scandinavica, 110(2) Page 92 "نسخة مؤرشفة". مؤرشف من الأصل في 2021-12-29. اطلع عليه بتاريخ 2020-06-18.{{استشهاد ويب}}:  صيانة الاستشهاد: BOT: original URL status unknown (link)
112. 1 2 3  Brüne M, Brüne-Cohrs U, McGrew WC, Preuschoft S (2006). "Psychopathology in great apes: concepts, treatment options and possible homologies to human psychiatric disorders". Neurosci Biobehav Rev. ج. 30 ع. 8: 1246–59. DOI:10.1016/j.neubiorev.2006.09.002. PMID:17141312.{{استشهاد بدورية محكمة}}:  صيانة الاستشهاد: أسماء متعددة: قائمة المؤلفين (link)
113. ↑  Fabrega H (2006). "Making sense of behavioral irregularities of great apes". Neurosci Biobehav Rev. ج. 30 ع. 8: 1260–73, discussion 1274–7. DOI:10.1016/j.neubiorev.2006.09.004. PMID:17079015.
114. ↑  Lilienfeld SO, Gershon J, Duke M, Marino L, de Waal FB (ديسمبر 1999). "A preliminary investigation of the construct of psychopathic personality (psychopathy) in chimpanzees (Pan troglodytes)". J Comp Psychol. ج. 113 ع. 4: 365–75. DOI:10.1037/0735-7036.113.4.365. PMID:10608560. مؤرشف من الأصل في 2020-03-12.{{استشهاد بدورية محكمة}}:  صيانة الاستشهاد: أسماء متعددة: قائمة المؤلفين (link)
115. ↑  Moran M (يونيو 20, 2003). "Animals Can Model Psychiatric Symptoms". Psychiatric News. ج. 38 ع. 12: 20. مؤرشف من الأصل في 9 نوفمبر 2008. اطلع عليه بتاريخ أكتوبر 2020. {{استشهاد بدورية محكمة}}: تحقق من التاريخ في: |تاريخ الوصول= (مساعدة)
116. ↑  Sánchez MM, Ladd CO, Plotsky PM (2001). "Early adverse experience as a developmental risk factor for later psychopathology: evidence from rodent and primate models". Dev. Psychopathol. ج. 13 ع. 3: 419–49. DOI:10.1017/S0954579401003029. PMID:11523842. مؤرشف من الأصل في 2016-03-06.{{استشهاد بدورية محكمة}}:  صيانة الاستشهاد: أسماء متعددة: قائمة المؤلفين (link)
117. ↑  Matthews K, Christmas D, Swan J, Sorrell E (2005). "Animal models of depression: navigating through the clinical fog". Neurosci Biobehav Rev. ج. 29 ع. 4–5: 503–13. DOI:10.1016/j.neubiorev.2005.03.005. PMID:15925695.{{استشهاد بدورية محكمة}}:  صيانة الاستشهاد: أسماء متعددة: قائمة المؤلفين (link)